# Toyota Mark II

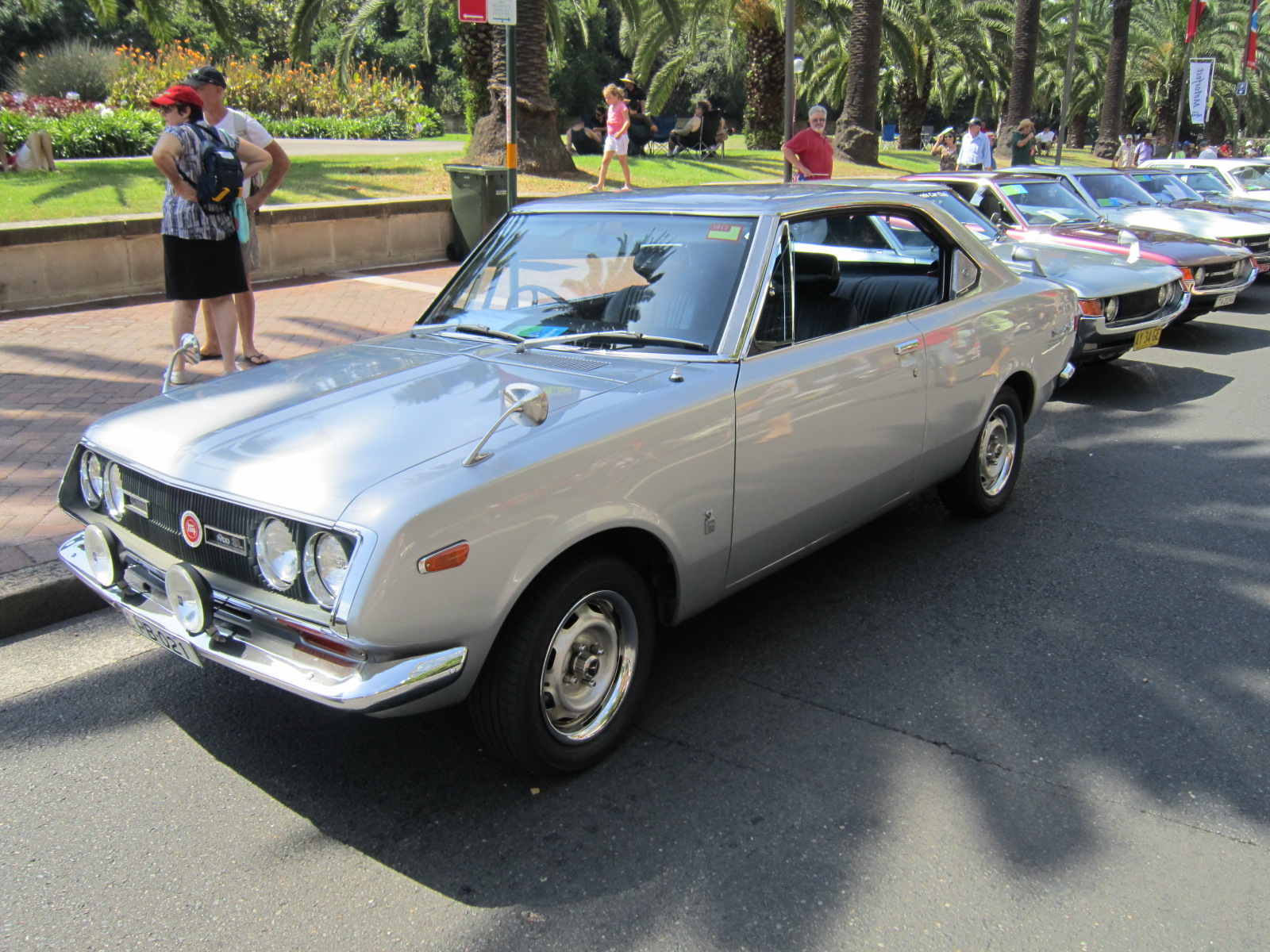
Toyota Mark II второго поколения

Toyota Mark II (яп. トヨタ・マークII) — четырёхдверный среднеразмерный седан, выпускавшийся компанией Toyota с 1968 по 2004 годы. Наименование Mark II использовалось компанией Toyota на протяжении нескольких десятилетий и первоначально использовалось в составе названия Toyota Corona Mark II. Отметка II была введена, чтобы машина выделялась из основной платформы Toyota Corona. Как только в 1970-е годы платформа была разделена, автомобиль стал известен просто как Mark II.
В конце 1970-х годов Mark II стал основой для двух седанов — Toyota Cresta и Toyota Chaser, отличающихся от него лишь вариантами исполнения салона и элементами экстерьера. Некоторые поколения седана поставлялись на экспорт с левым расположением руля под маркой Toyota Cressida, ставшей флагманом компании на рынке США на период до появления Toyota Avalon — седана, специально спроектированного для североамериканского рынка.
В середине 1990-х годов продажи Mark сокращались, что заставило компанию Toyota обновить линейку своих седанов. Так на базе девятого поколения появилась Toyota Verossa, при этом были сняты с производства Toyota Cresta и Toyota Chaser. Под маркой Mark II появился ещё и универсал с передним или полным приводом — Mark II Qualis, конструктивно очень далёкий от заднеприводного седана (в 2002 году на смену Mark II Qualis пришёл спроектированный на основе девятого поколения универсал Mark II Blit).
Начиная с шестого поколения, у Mark II появилась модификация Twin Turbo (с седьмого поколения название Tourer V), получившая наиболее мощный турбированный двигатель 1JZ-GTE объёмом 2,5 литра. В 2004 году на смену Mark II пришёл Toyota Mark X.

## 1 поколение
Первое поколение Toyota Mark II выпускалось с 1968 по 1972 год, причём до июля 1974 года автомобиль выпускался в купеобразном кузове. Конкурентом являлся Nissan Laurel.

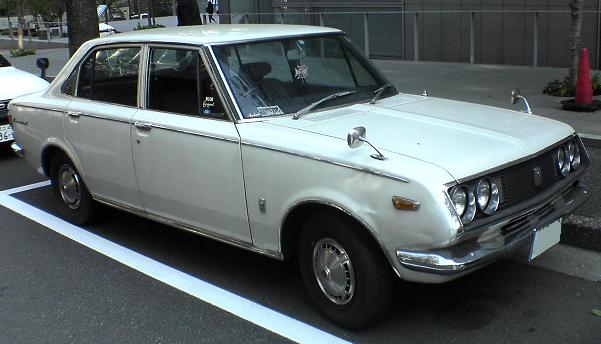
1968—1970 Toyota Corona Mark II
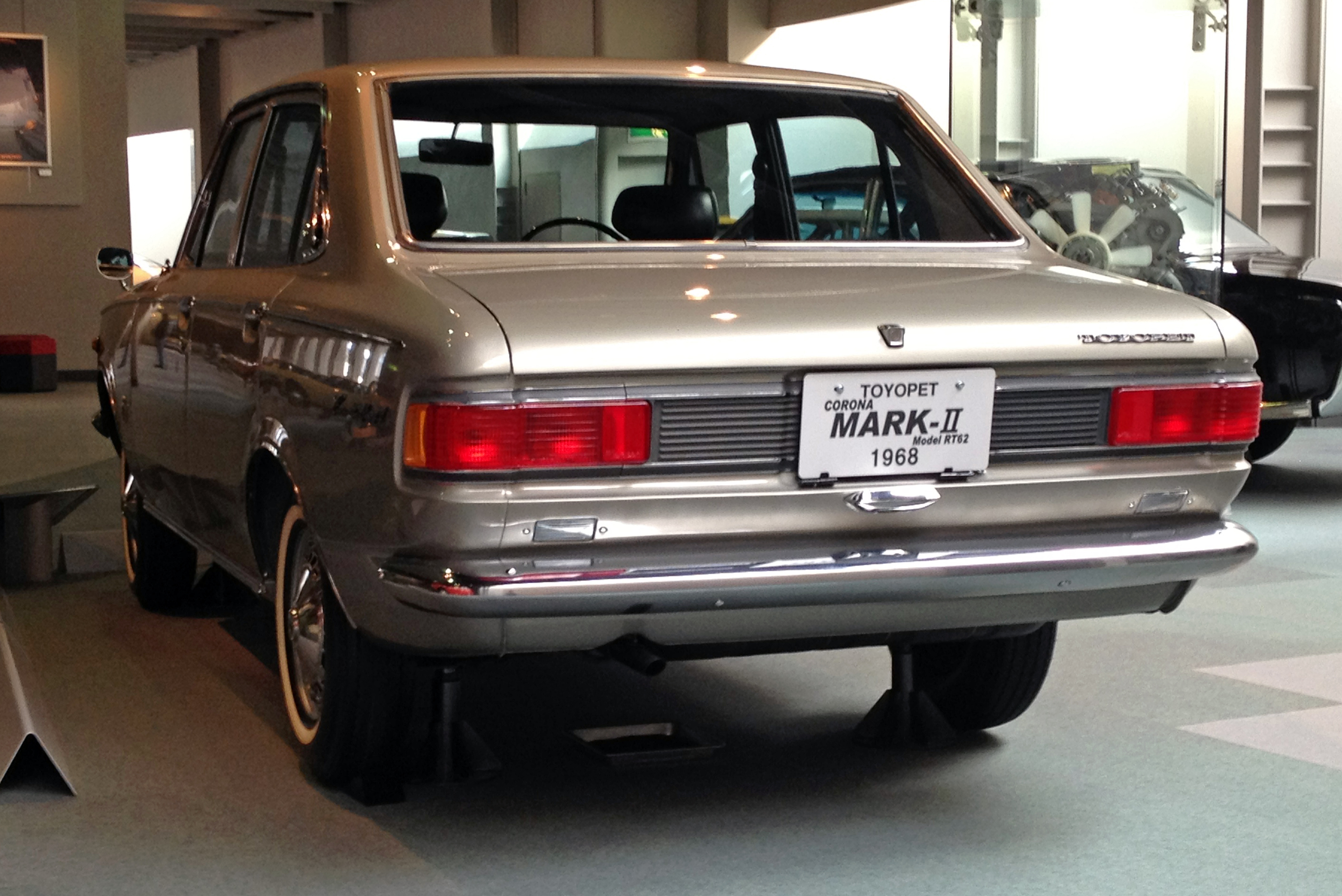
Вид сзади
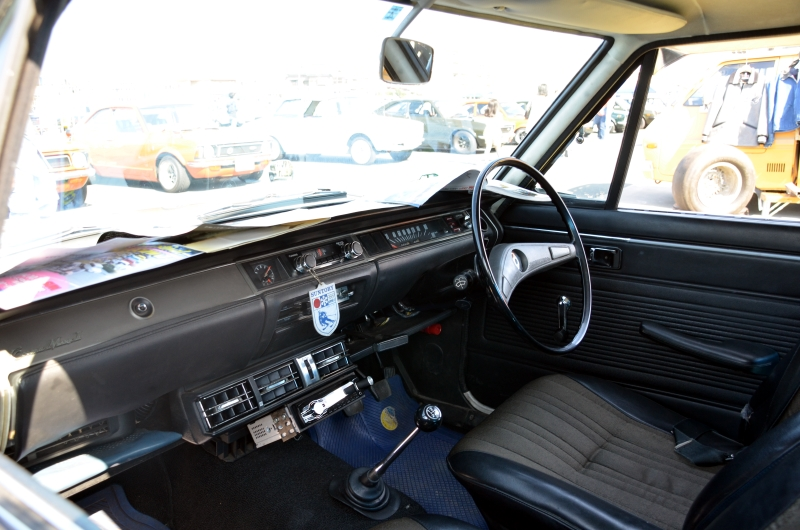
Интерьер
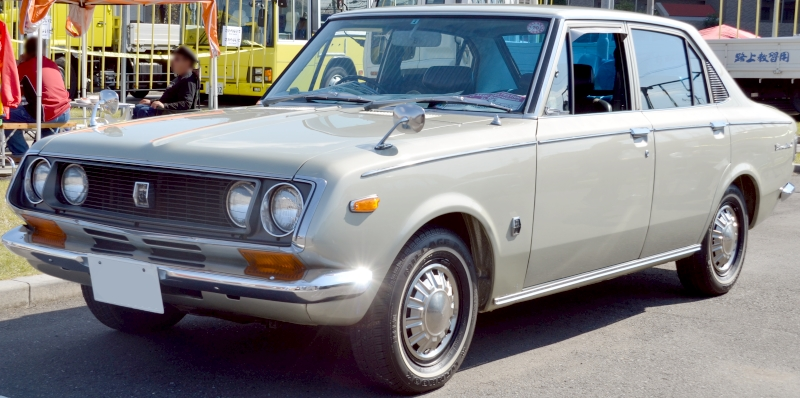
1970—1971 Toyota Corona Mark II
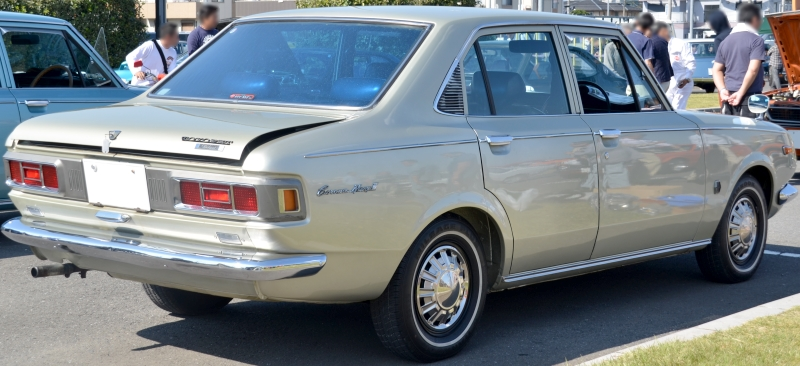
Вид сзади
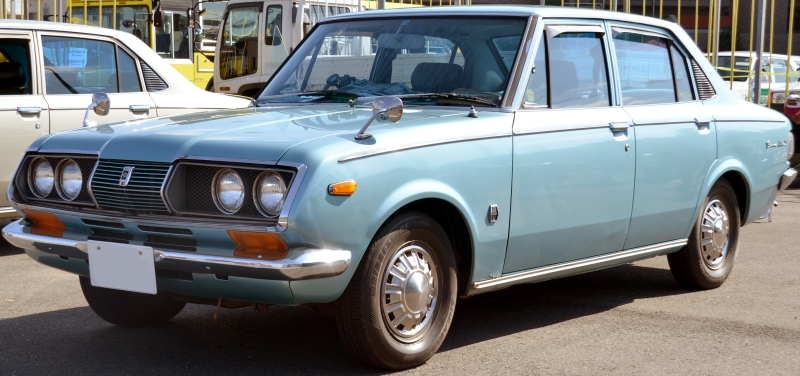
1971–1972 Toyota Mark II
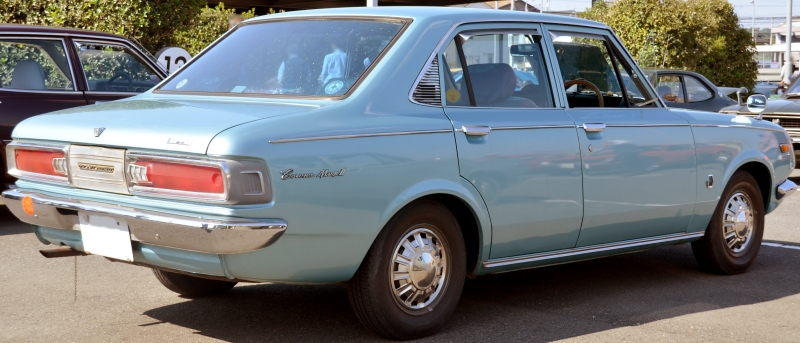
Вид сзади
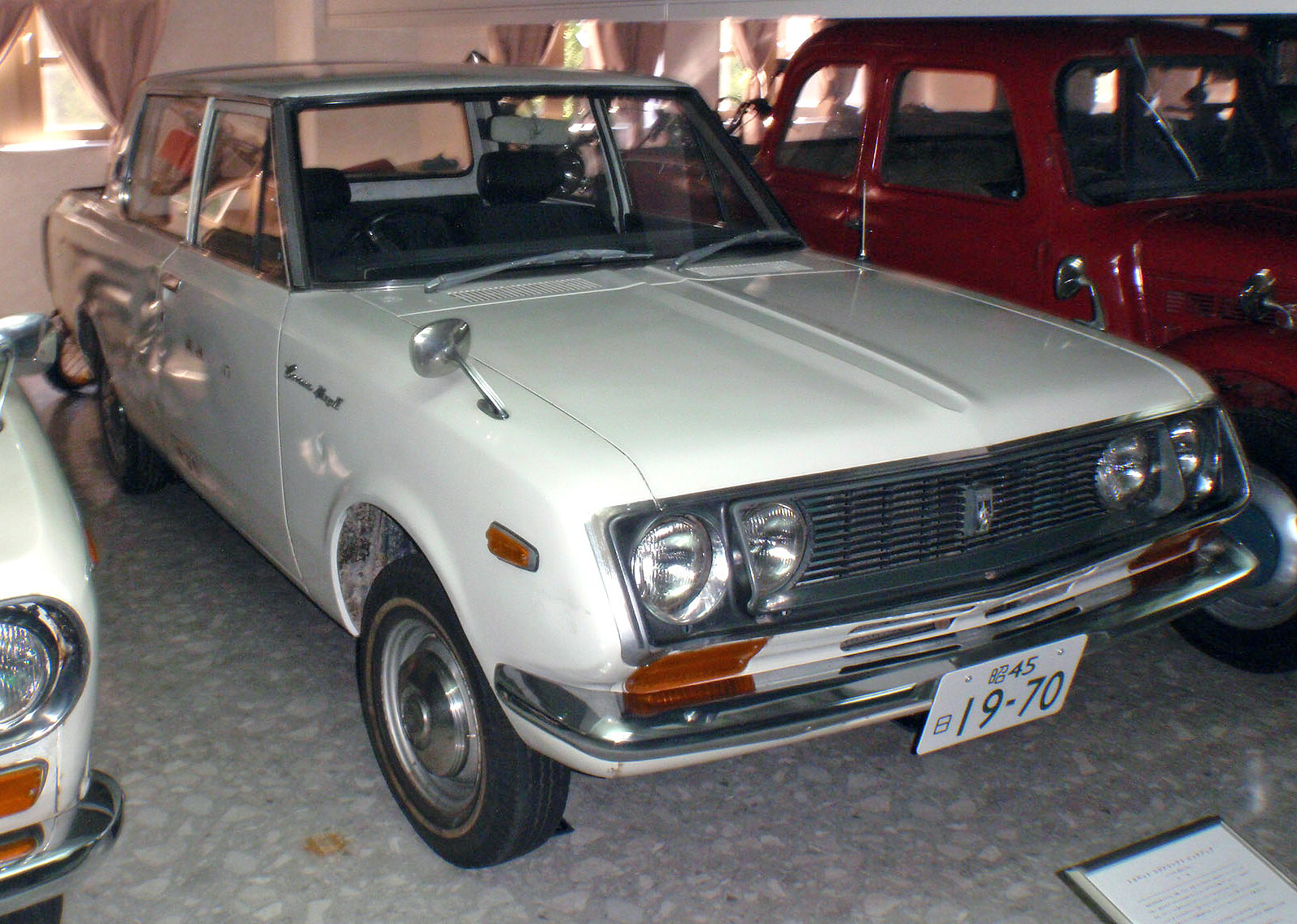
1970 Toyopet Mark II
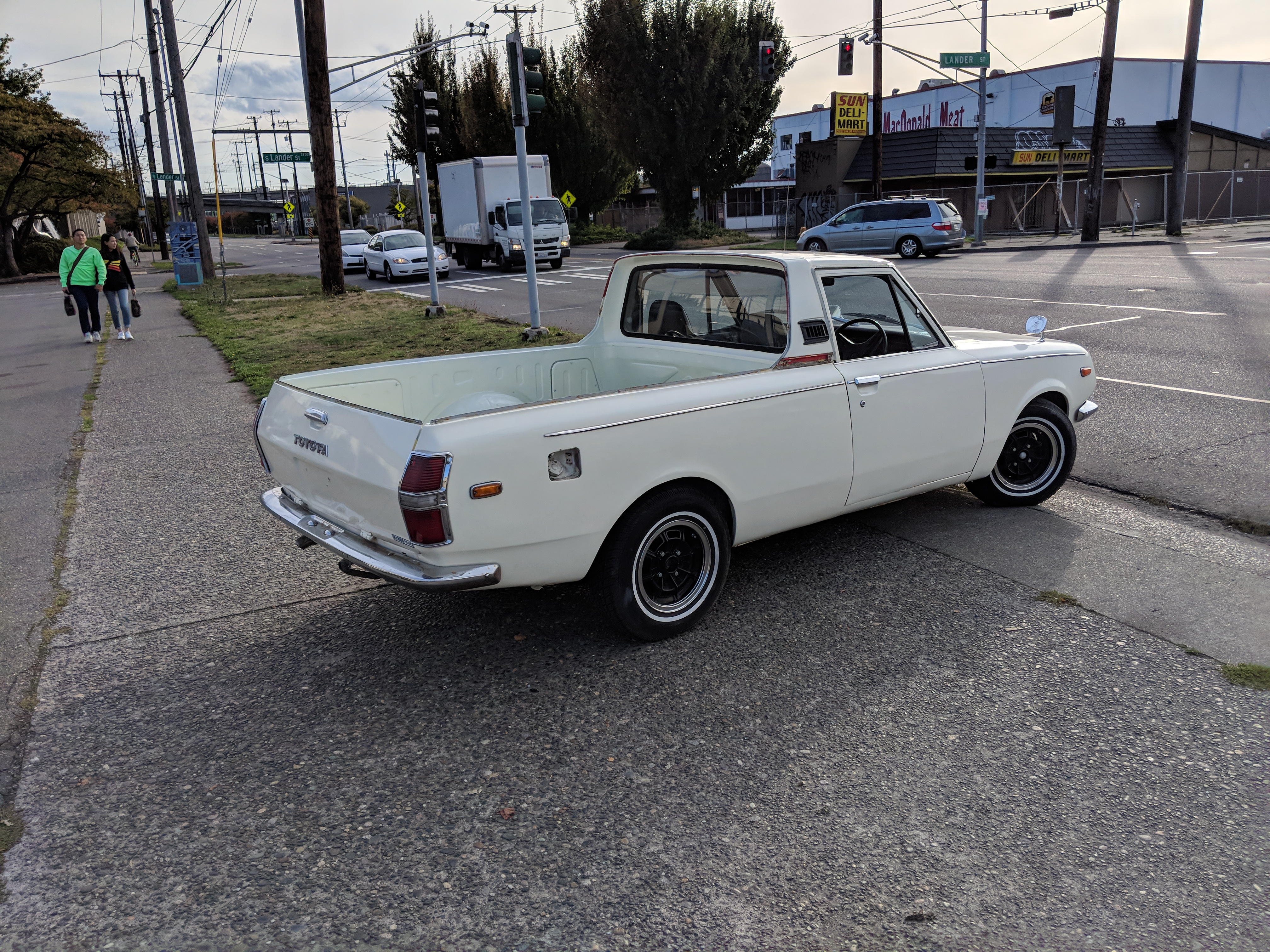
Ют
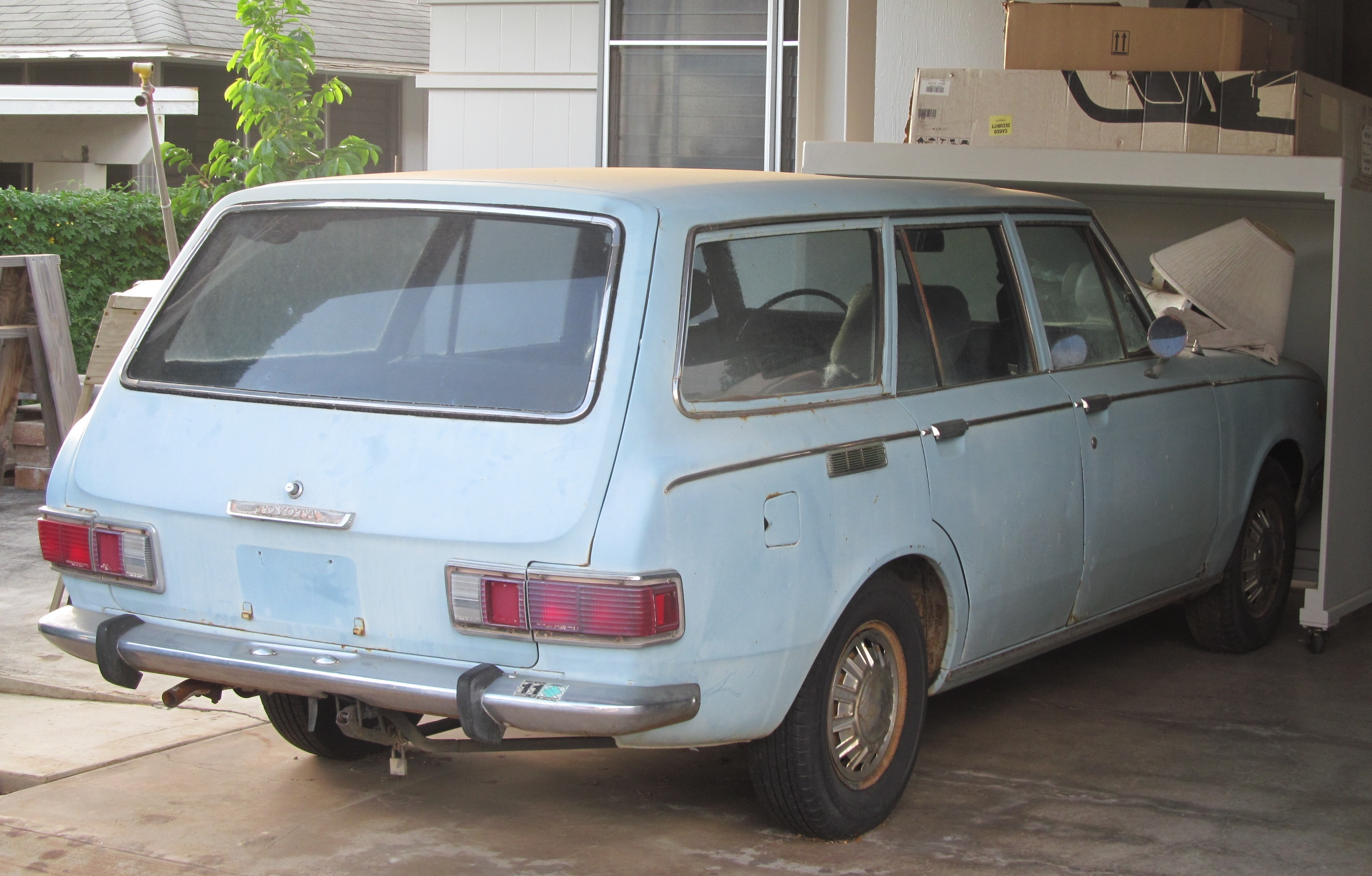
Универсал

### Corona Mark II GSS
Corona Mark II GSS появился в сентябре 1969 года. Он оснащён восьмицилиндровым двигателем объёмом 1900 см3, мощностью 140 л. с. Максимальная скорость 200 км/ч.

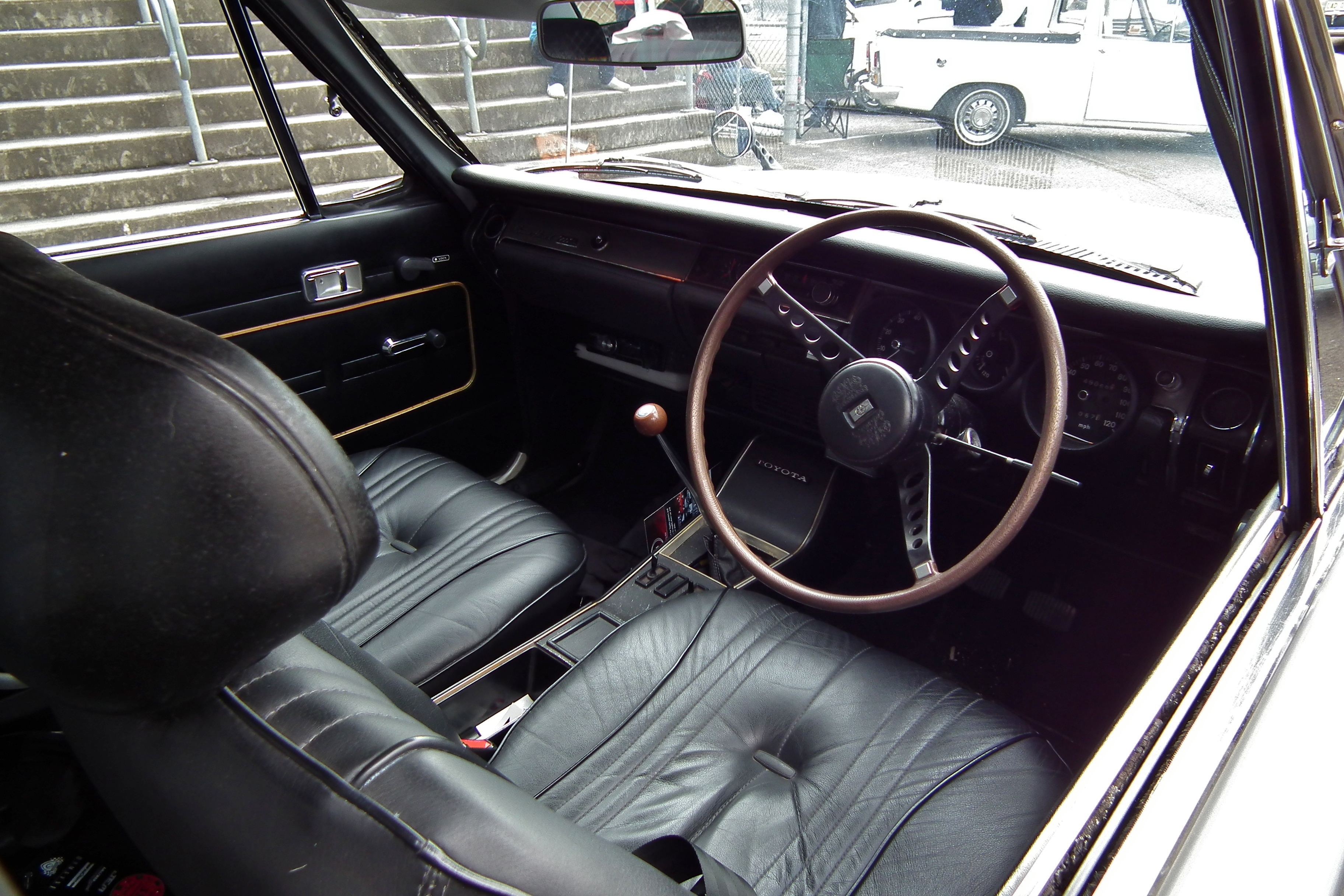
Интерьер
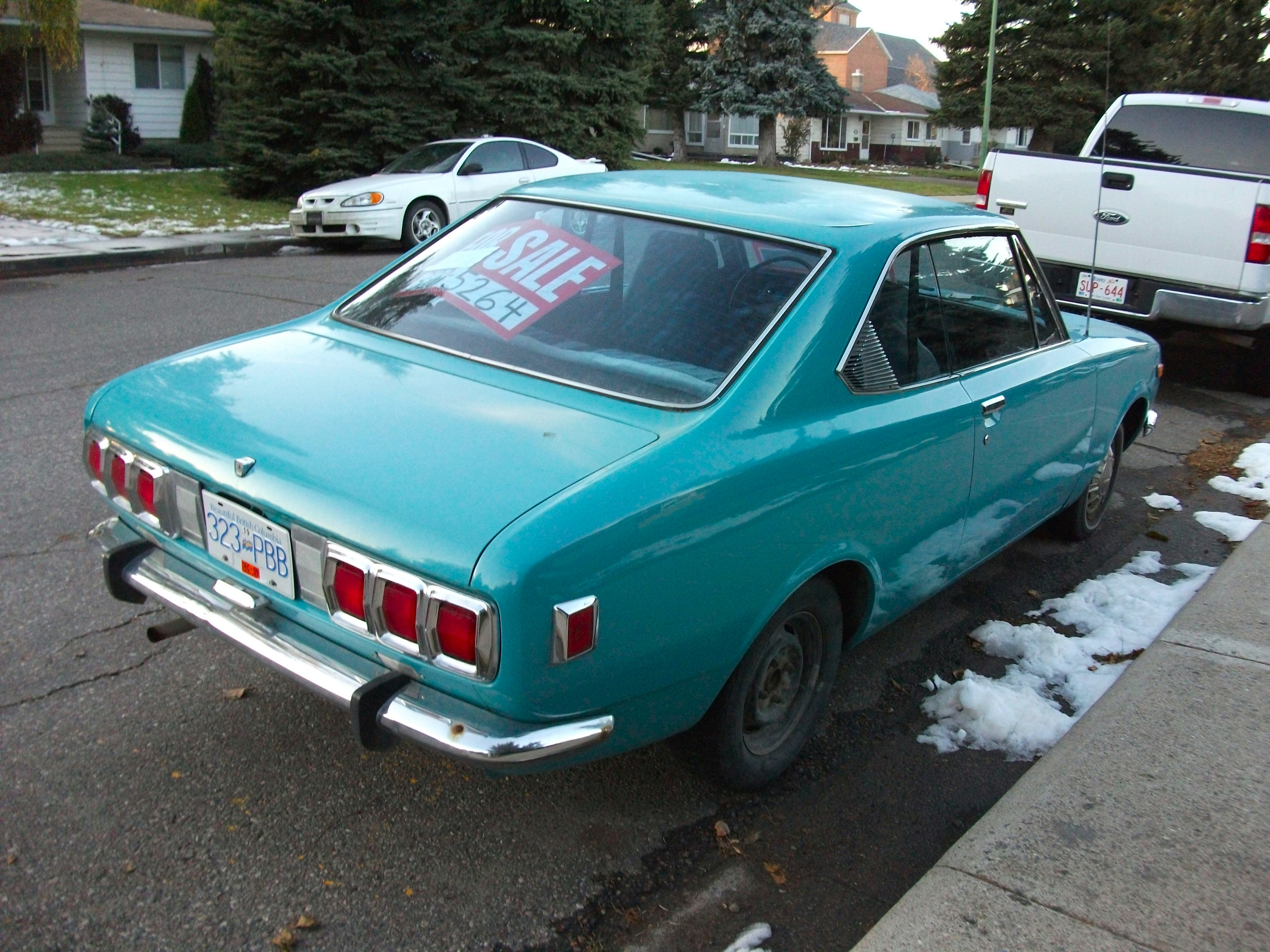
Вид сзади
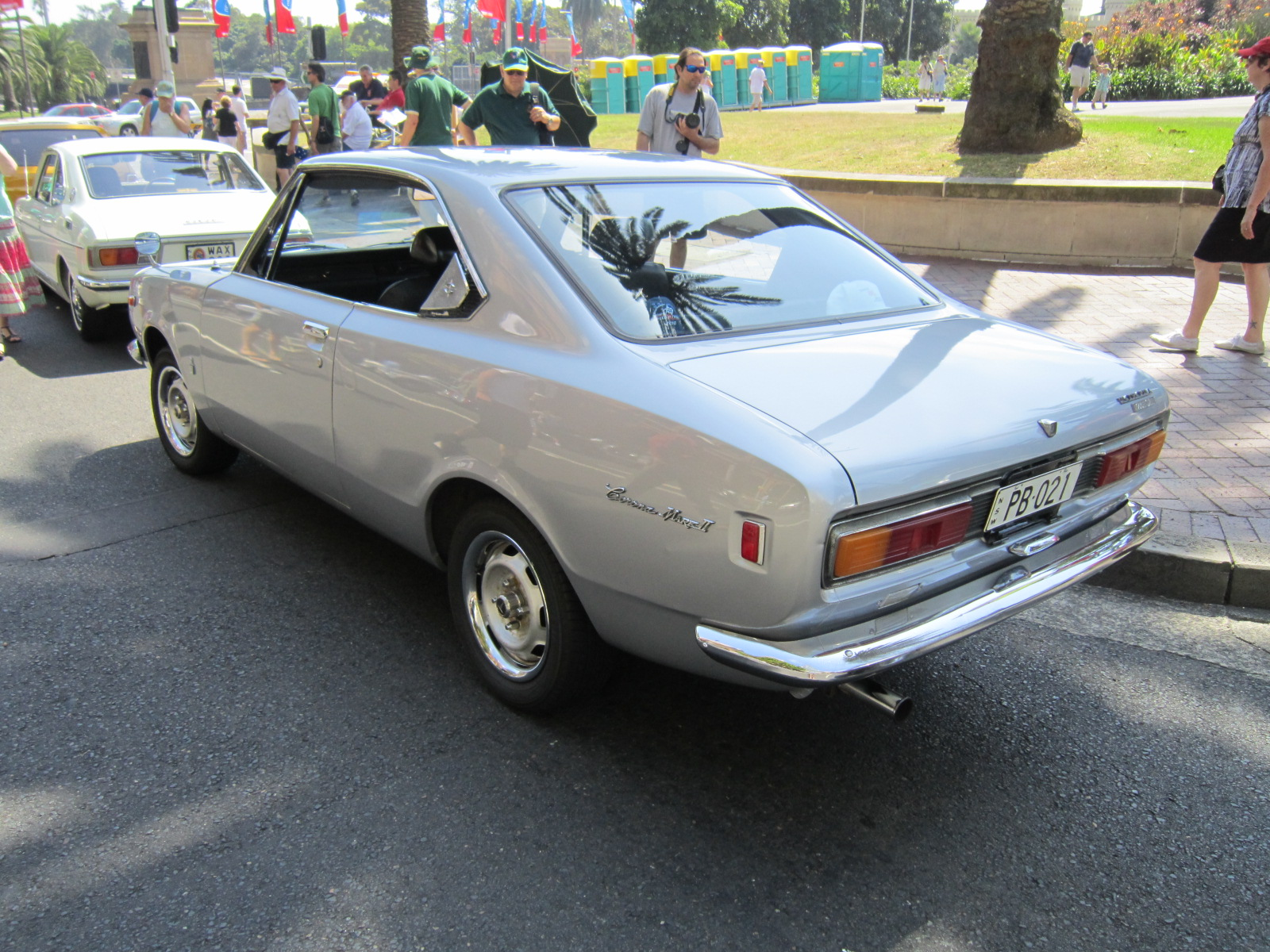
Рестайлинг

## 2 поколение
Второе поколение Toyota Mark II выпускалось с 1972 по 1976 год на платформе X, которая заменила платформу T. Двигатель Toyota M был перенят с Toyota Crown. Конкурентом являлся Nissan Laurel.

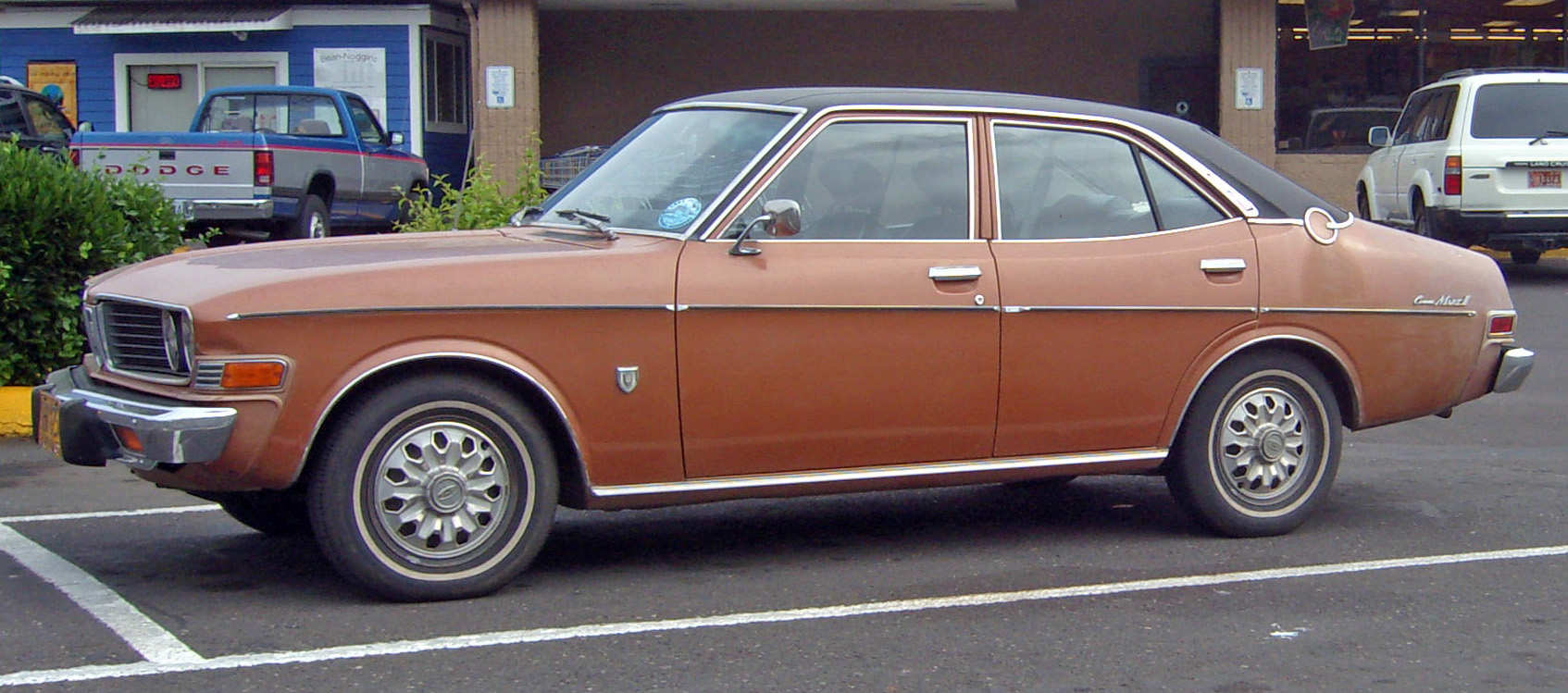
1976 Toyota Mark II MX10
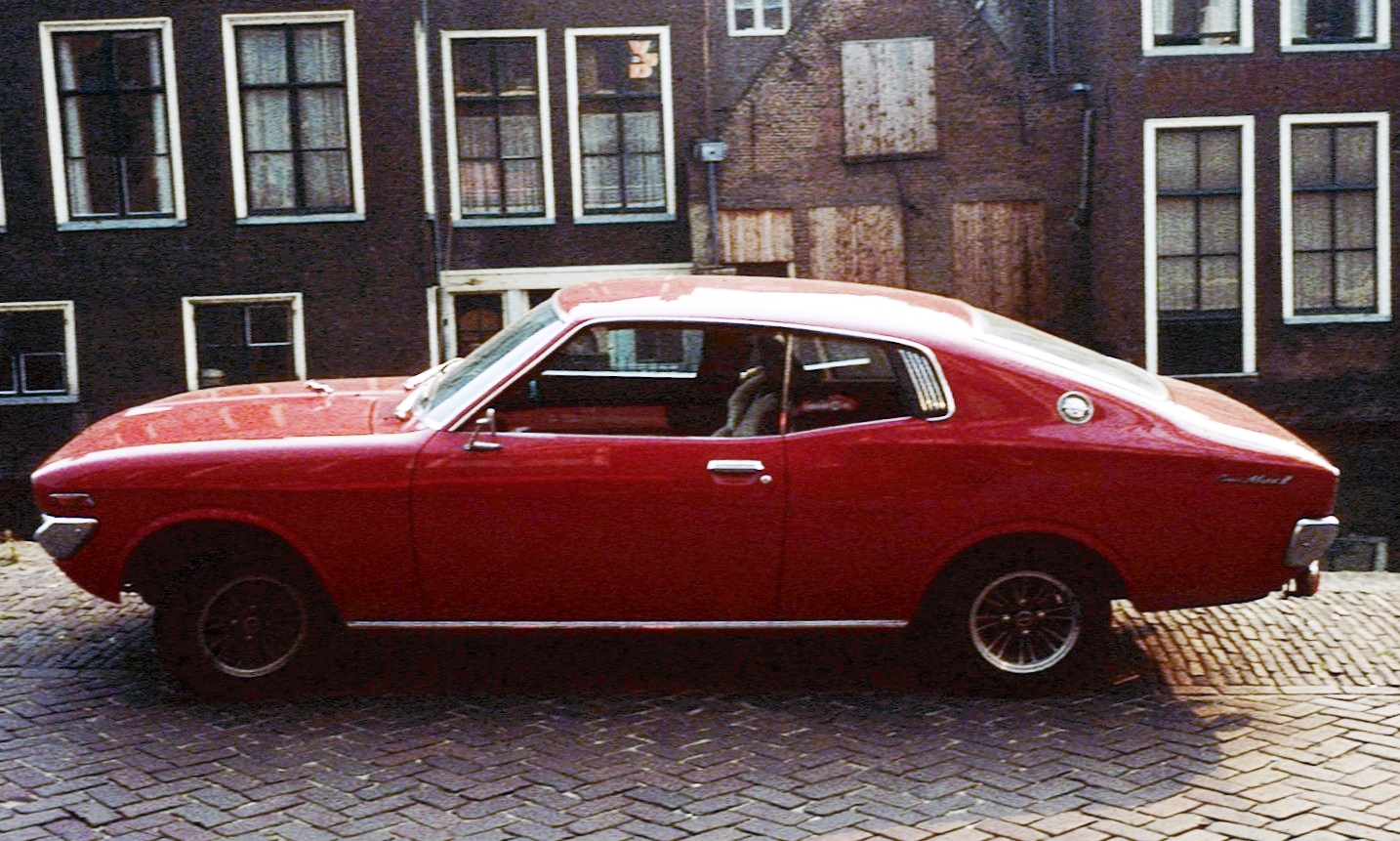
Toyota Mark II X20
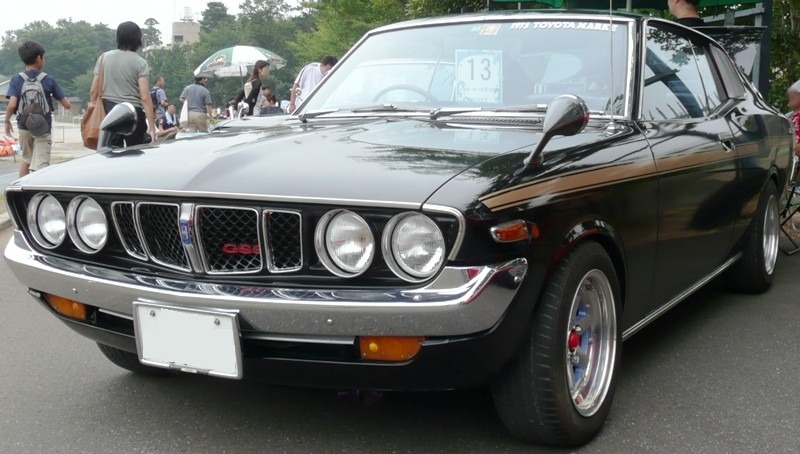
Mark II GSS
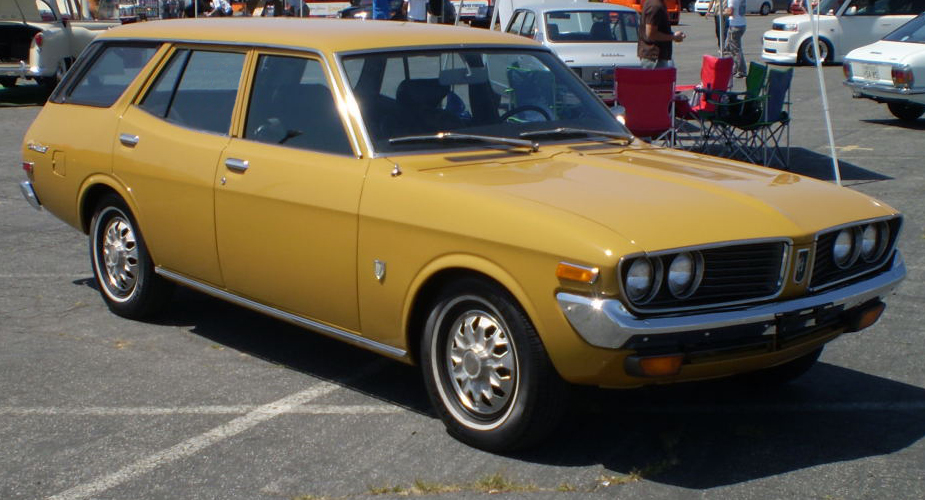
Mark II

## 3 поколение
Третье поколение Toyota Mark II выпускалось с декабря 1976 по август 1980 года. При разработке внешности компания опиралась на Toyota Crown S80. Mark II третьего поколения являлся одним из последних автомобилей марки Toyopet. Конкурентами являются Nissan Laurel, Nissan Bluebird на базе Nissan Maxima и Nissan Skyline.

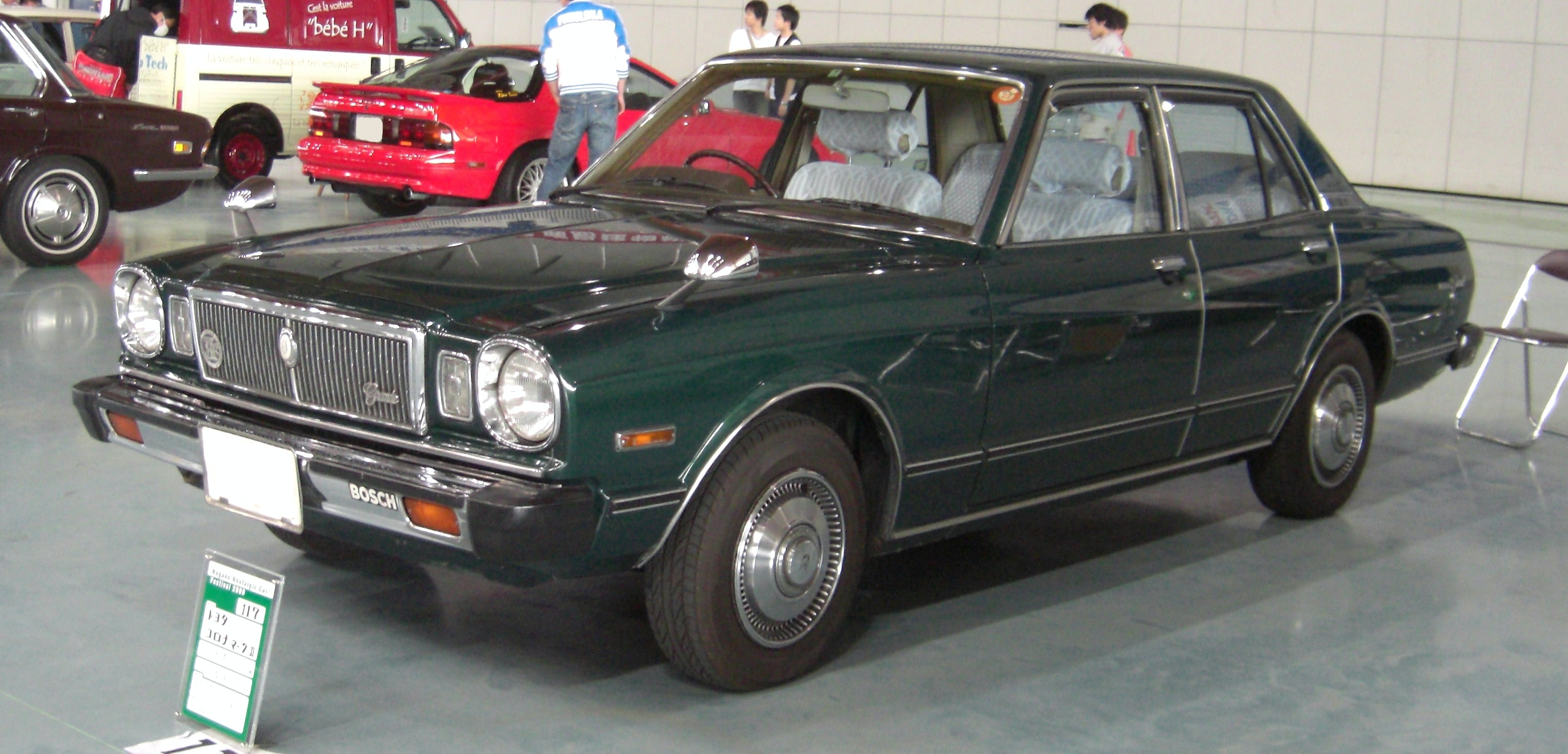
Toyota Mark II (X30)
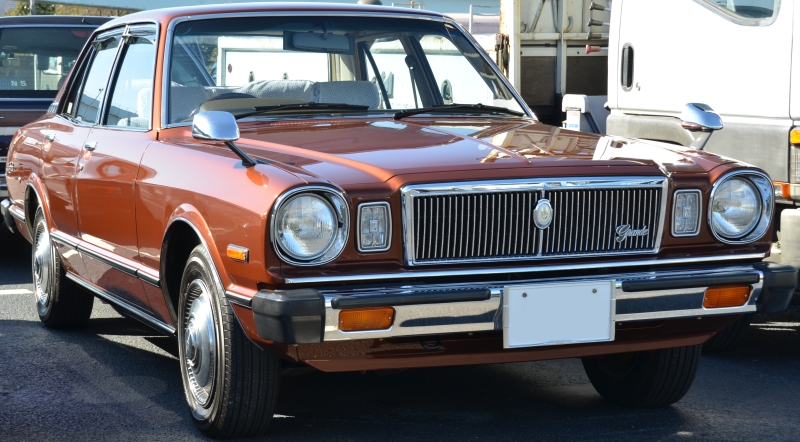
1977 Toyota Mark II Grande

## 4 поколение
Четвёртое поколение Toyota Mark II выпускалось с 1980 по 1984 год. Двухдверное купе было вытеснено моделью Toyota Soarer, следовательно, автомобиль выпускался в кузовах седан, хардтоп и универсал.

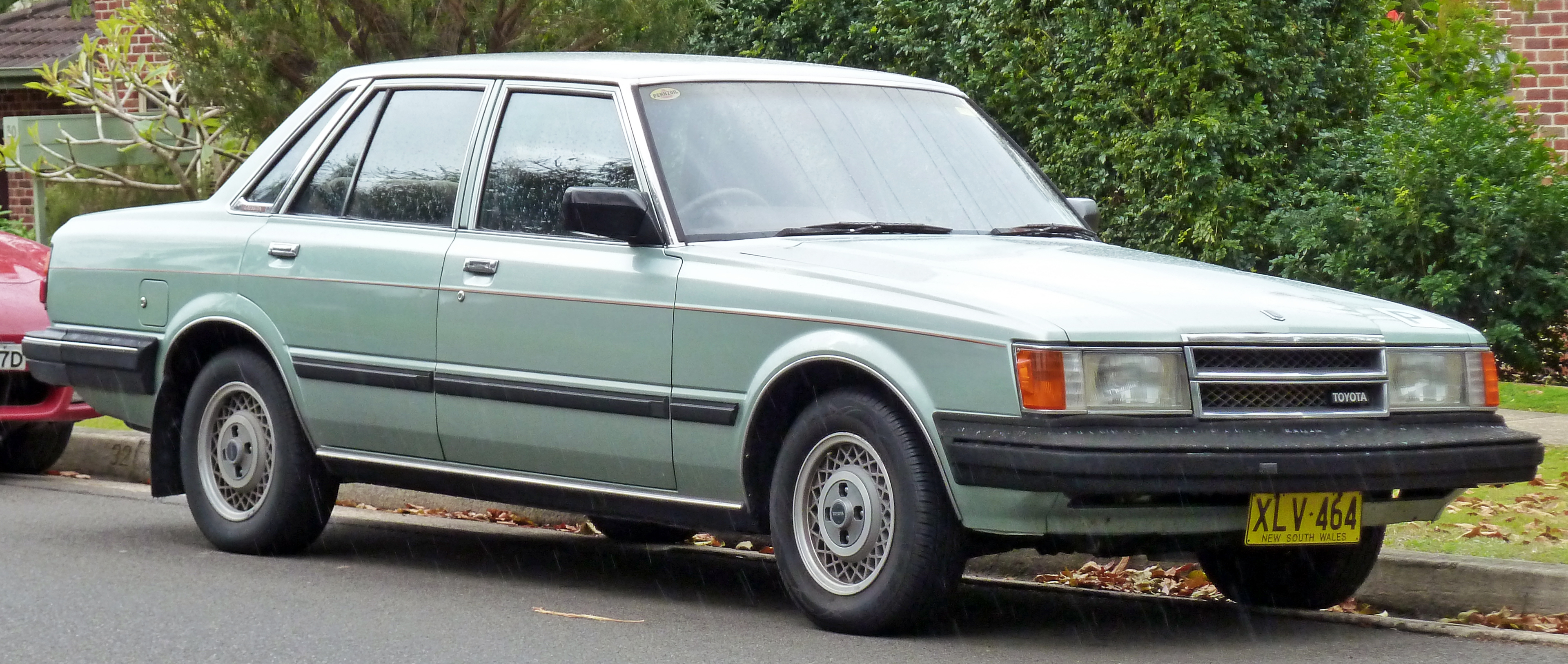
1983 Toyota Cressida GL (X60)
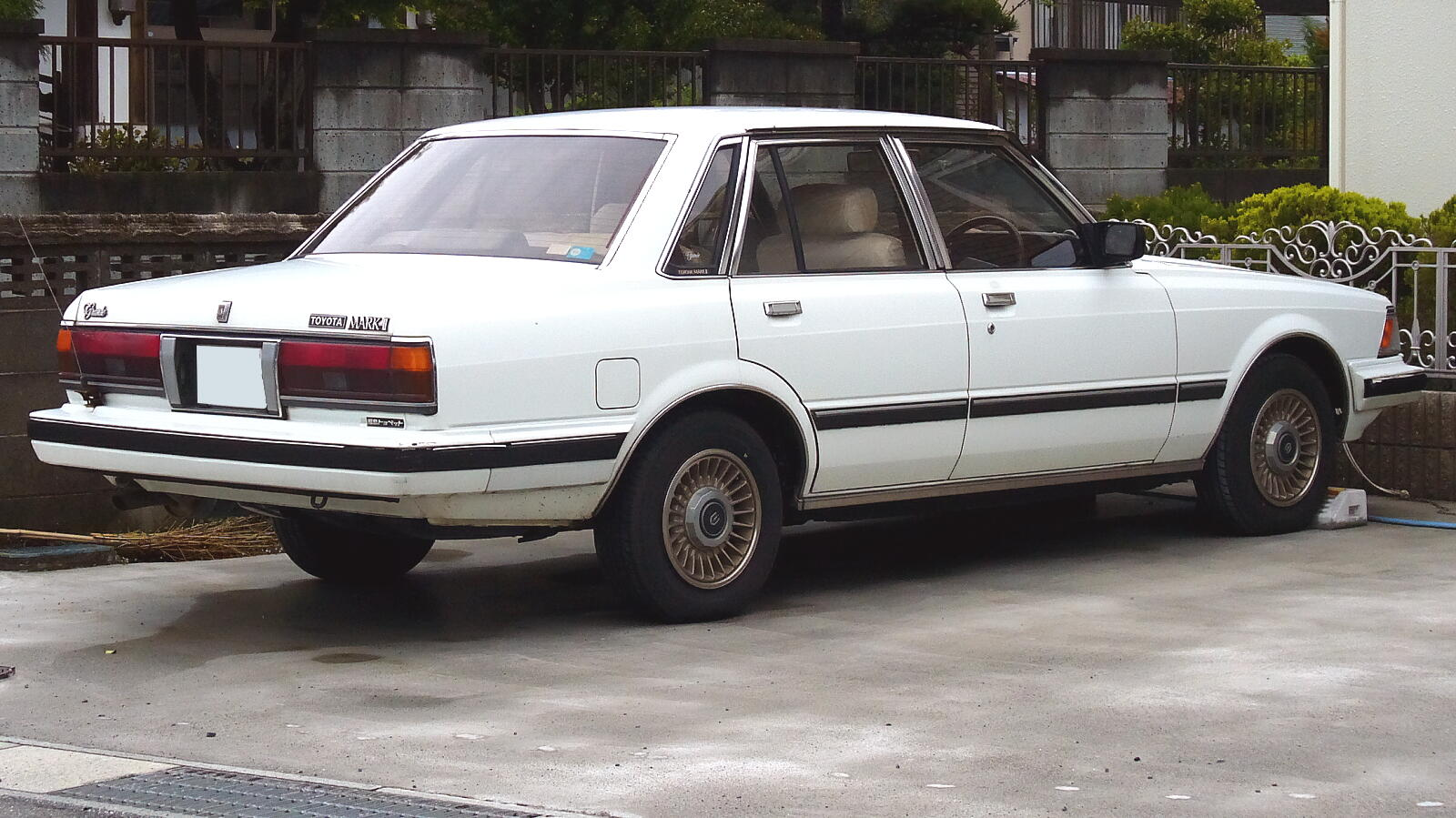
Вид сзади
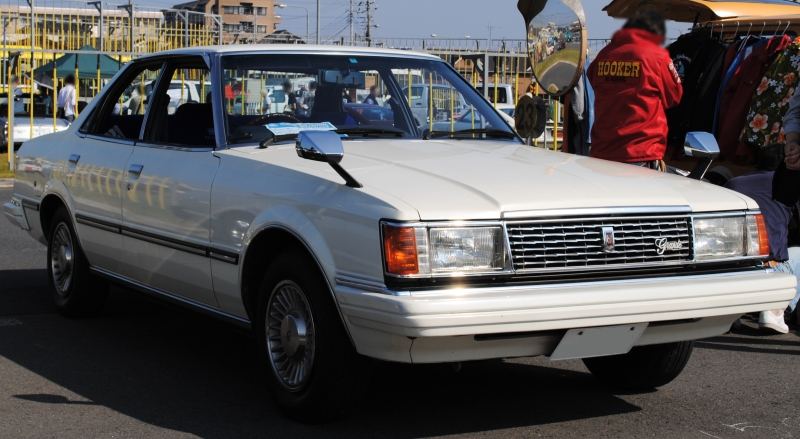
Toyota Mark II Grande
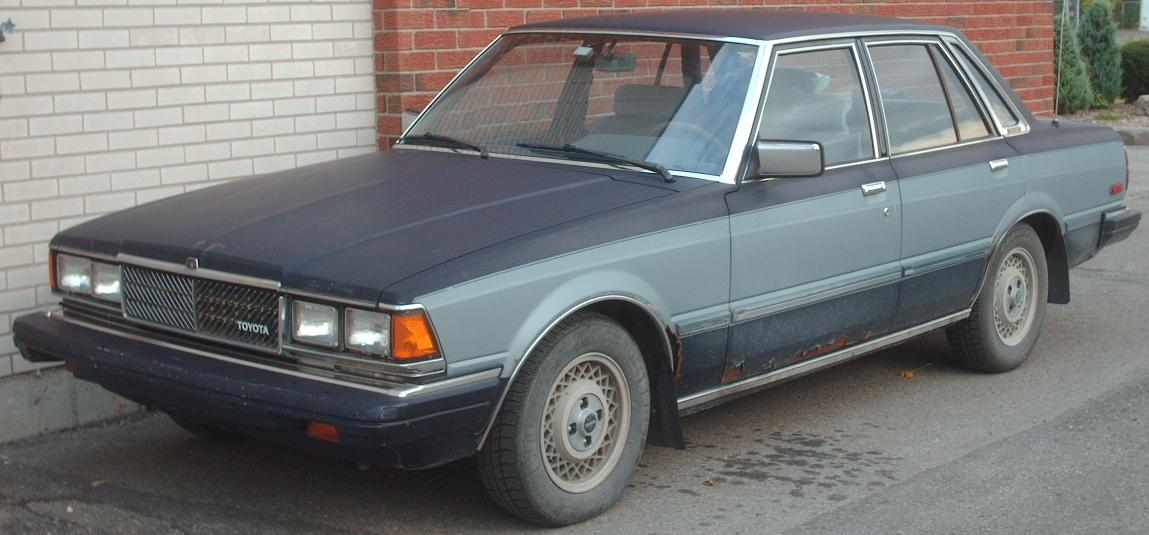
1982 Toyota Cressida
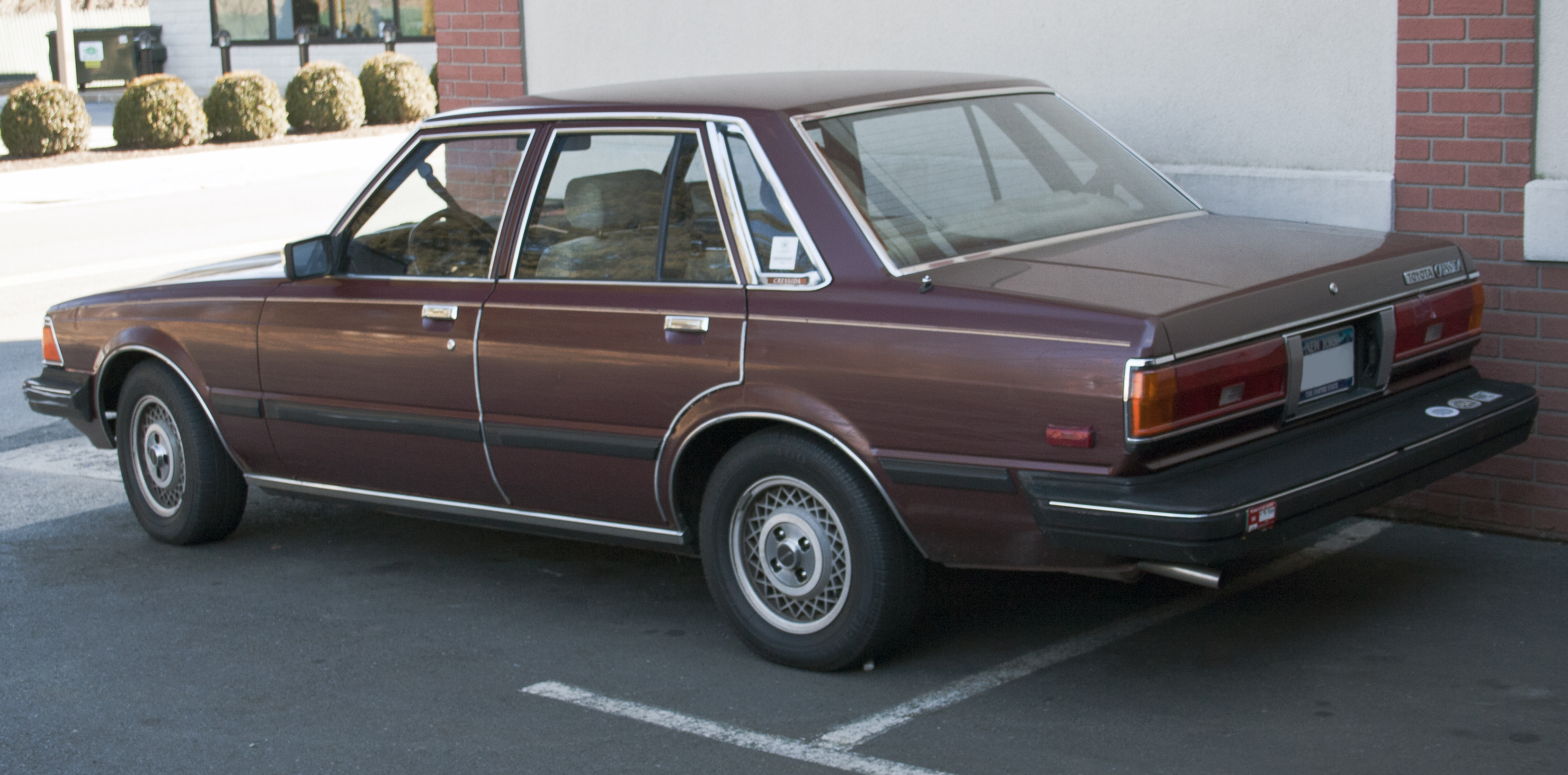
1983 Toyota Cressida
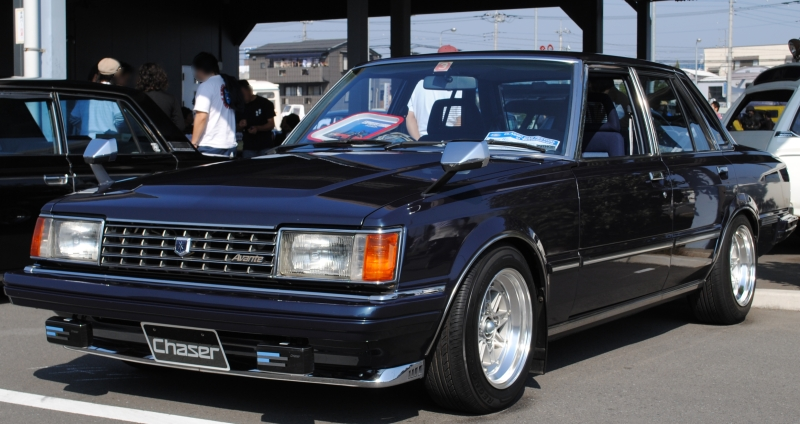
Toyota Chaser Avante (X60)

## 5 поколение

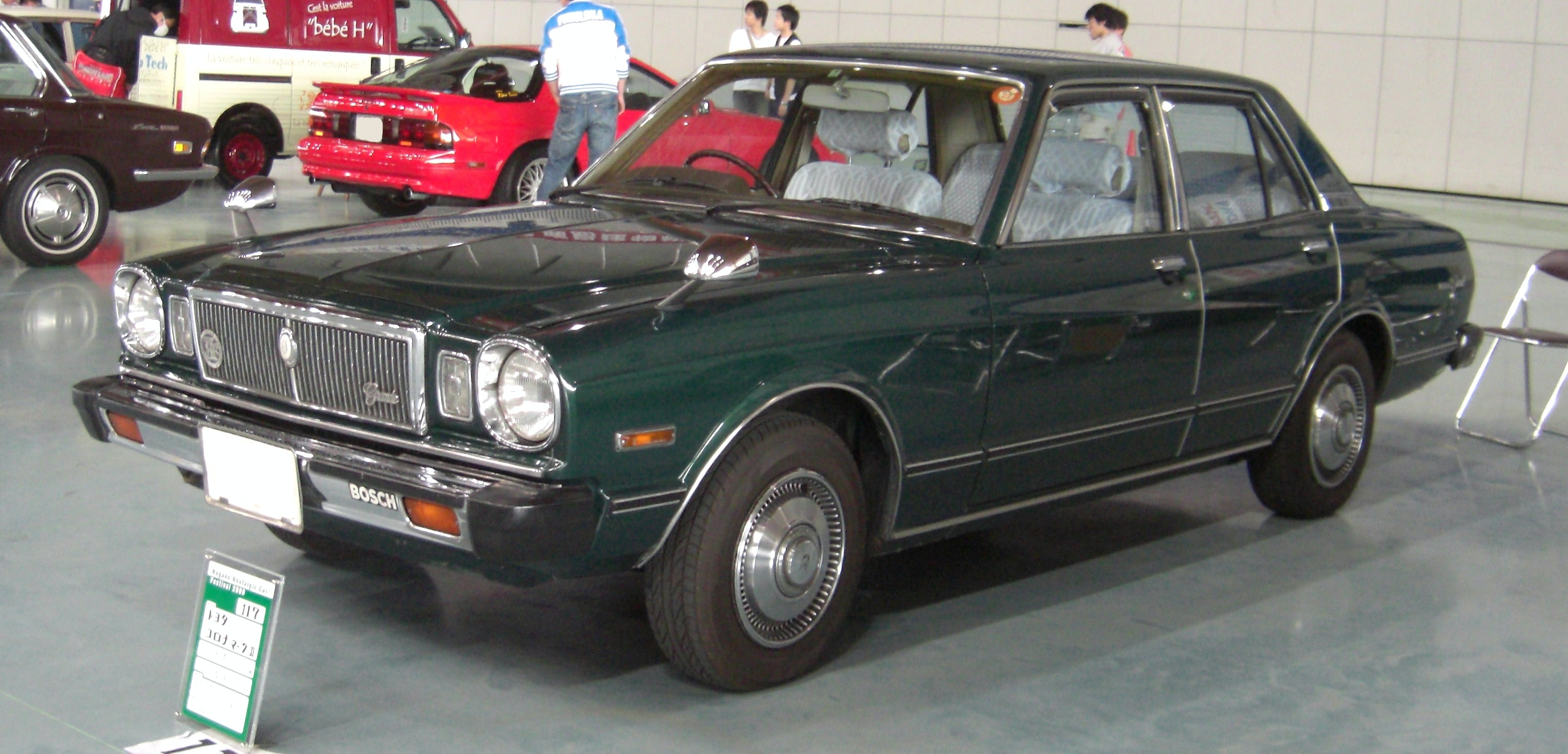
Toyota Mark II 1976-1980 годов

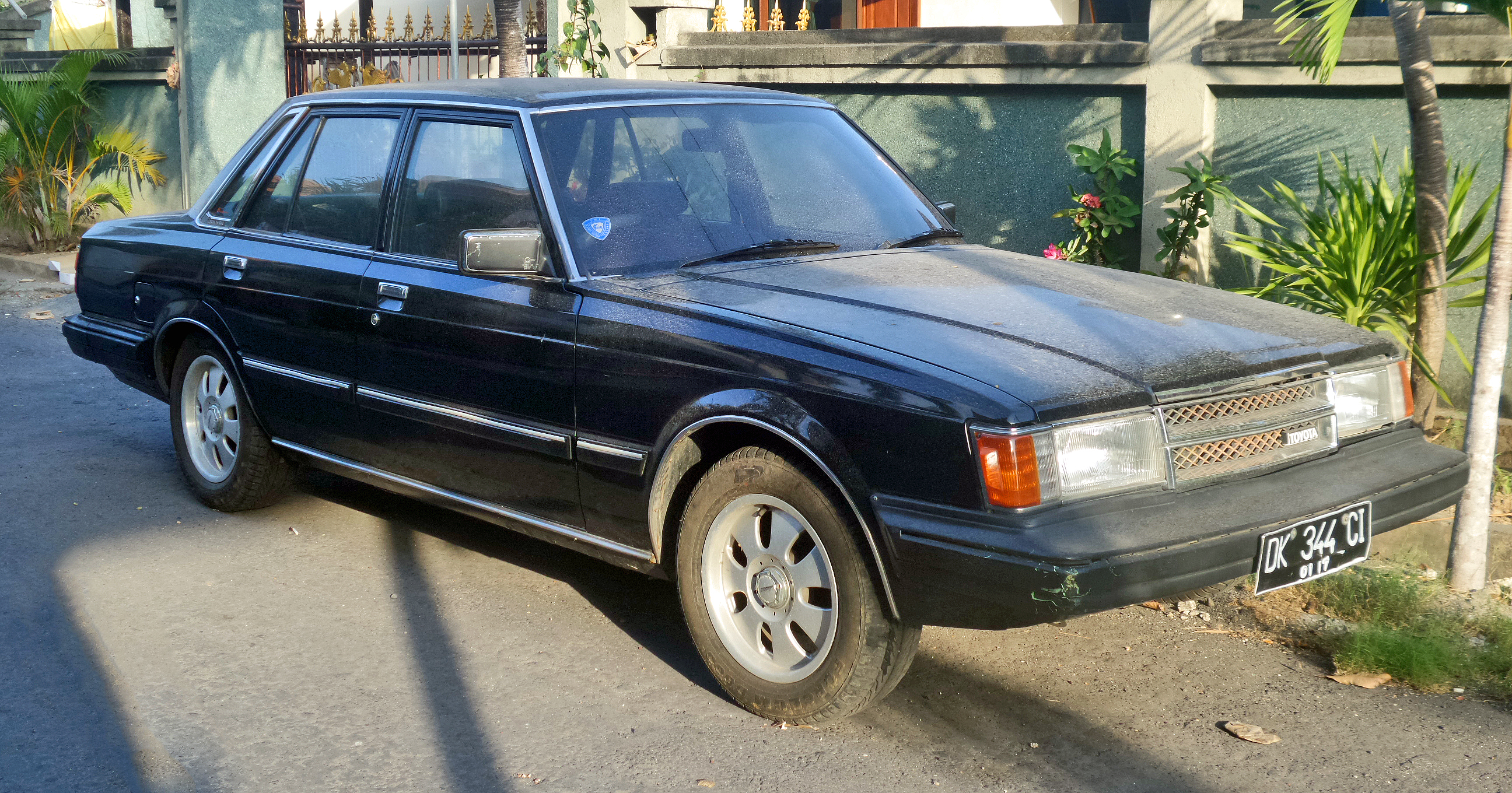
Toyota Mark II 1980-1984 годов

Пятое поколение Toyota Mark II в кузовах 70-й серии выпускалось с 1984 по 1988 гг. Существует 3 разные модели этого поколения: Mark II Hardtop, Mark II Sedan, Mark II Wagon. Именно с выпуском кузовов 70-й серии на шильдиках автомобиля перестала фигурировать приставка «Corona». До 70-й серии автомобиль назывался «Corona Mark II», а начиная с 70-й серии — «Mark II».
Комплектации:
- 1G-EU — 2,0 л 6 цилиндров, 105 (130) л.с.
- 1G-GEU  — 2,0 л 6 цилиндров, 140 л.с.
- 1G-GTEU — 2,0 л 6 цилиндров, битурбонаддув, 185 л.с.
- 2L — 2,4 л 4 цилиндра,  дизельный, 85 л.с.
- 1S-U — 1,8 л 4 цилиндра, 100 л.с.
- M-TEU — 2,0 л 6 цилиндров, 145 л.с.
- 5M-GE — 2,8 л 6 цилиндров, 175 л.с. (только для США)
- 2Y — 1,8 л 4 цилиндра 70 л.с. бензиновый (ставился на 76 кузов).

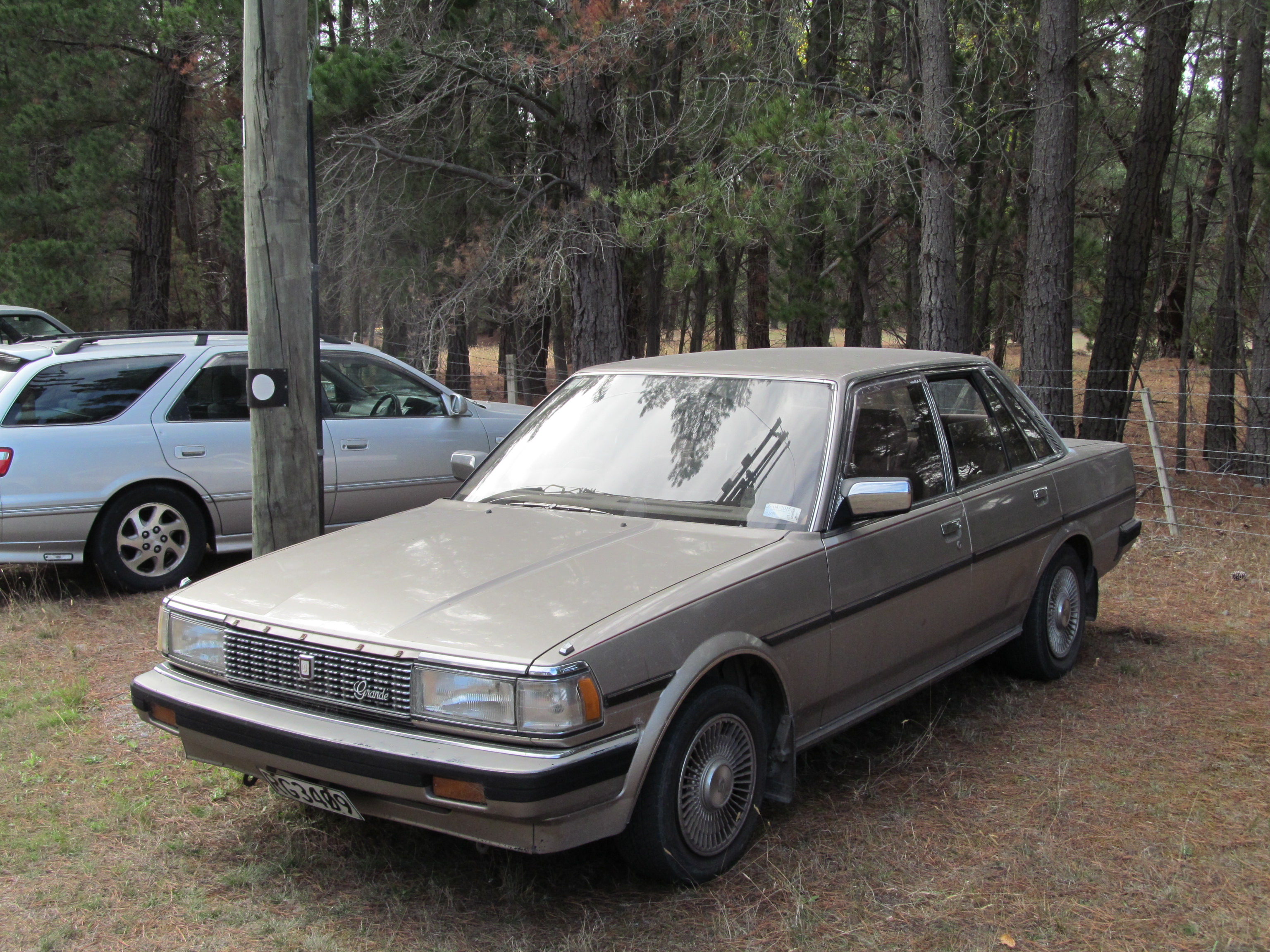
Toyota Mark 2 5 поколения

## 6 поколение

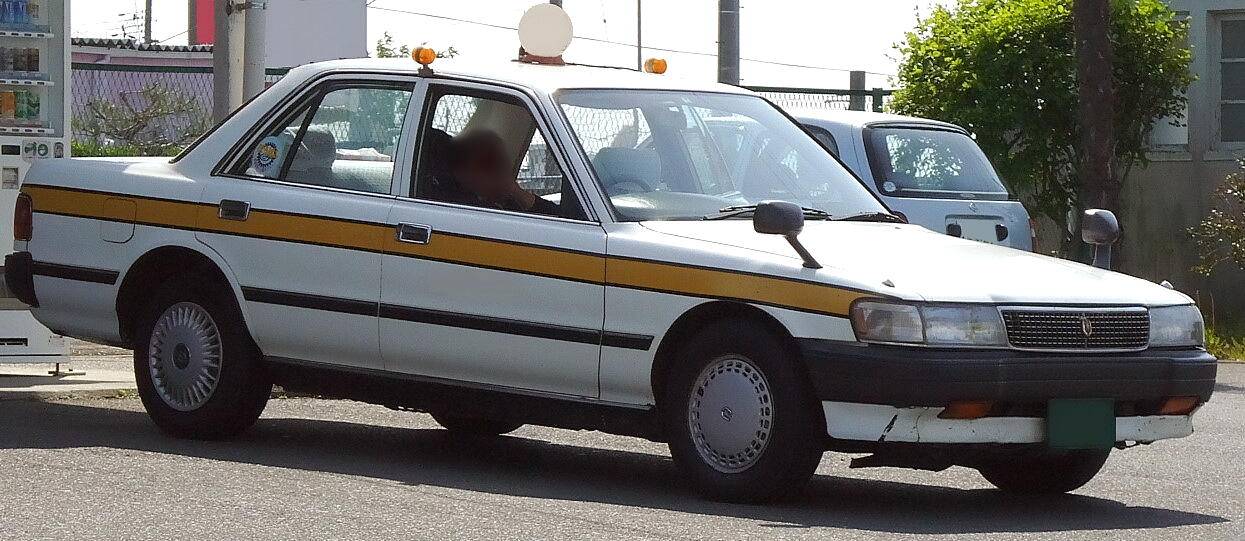
Mark II 6 поколение (1988)

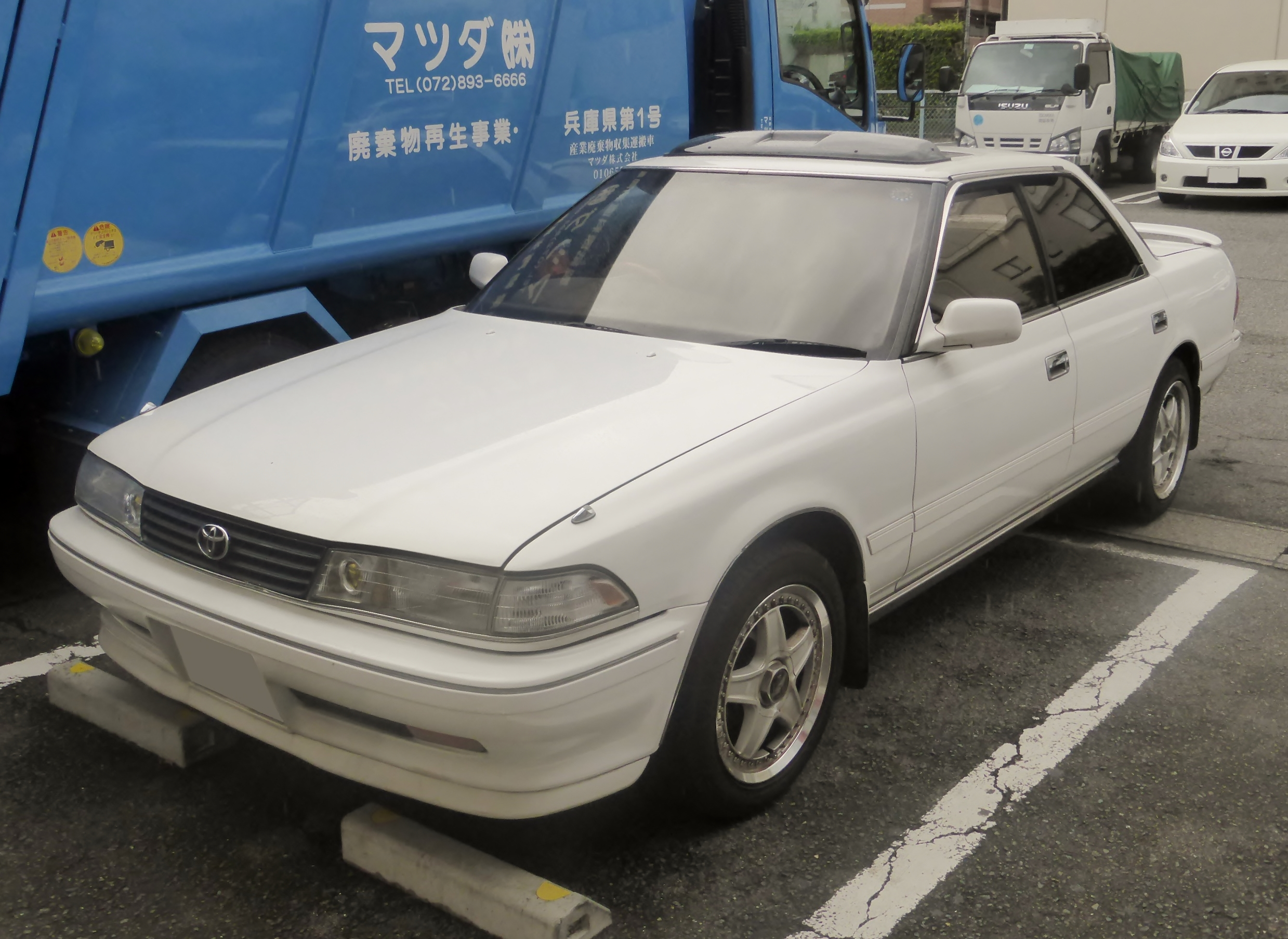

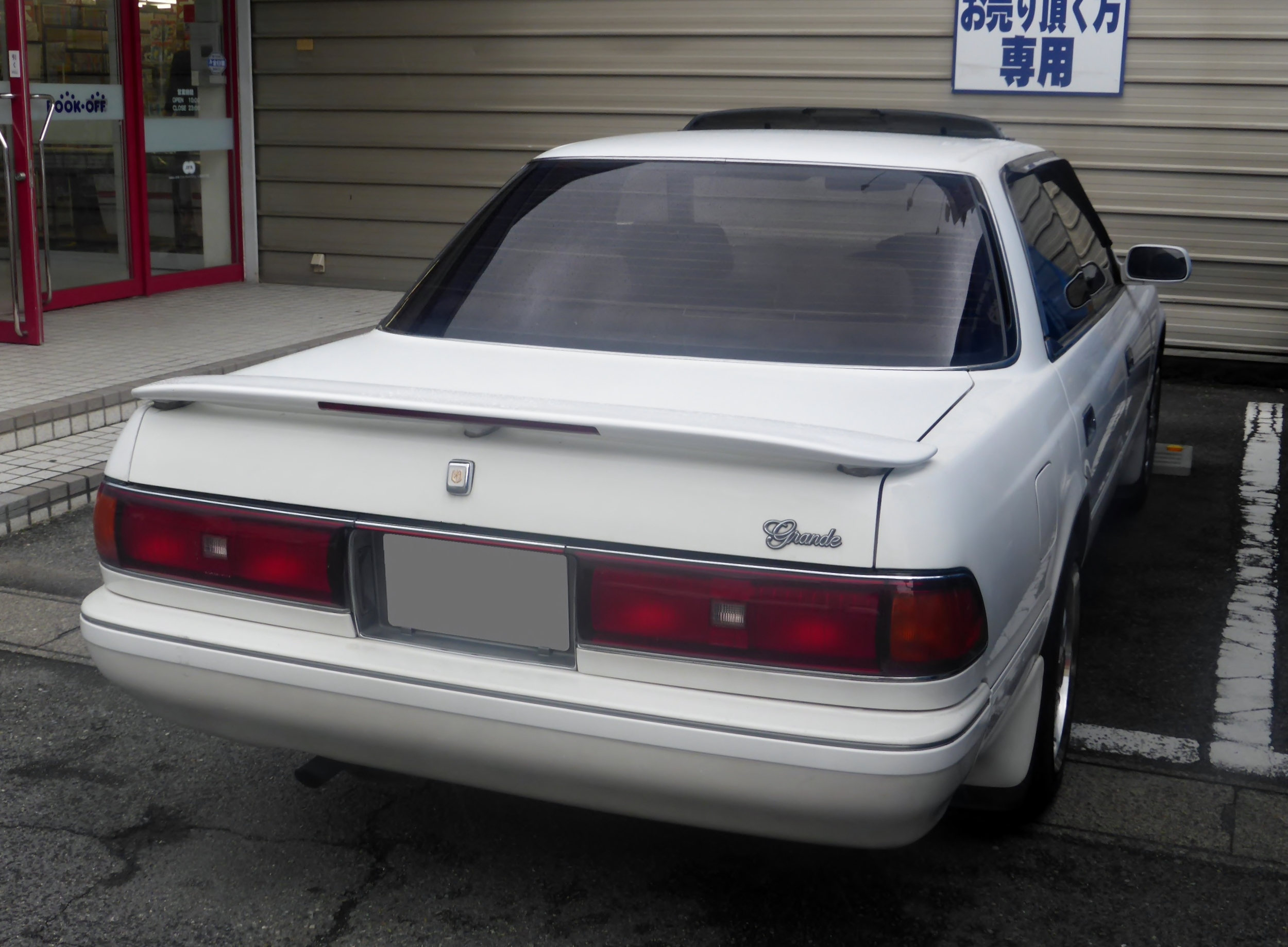
Mark II (хардтоп) 6 поколение

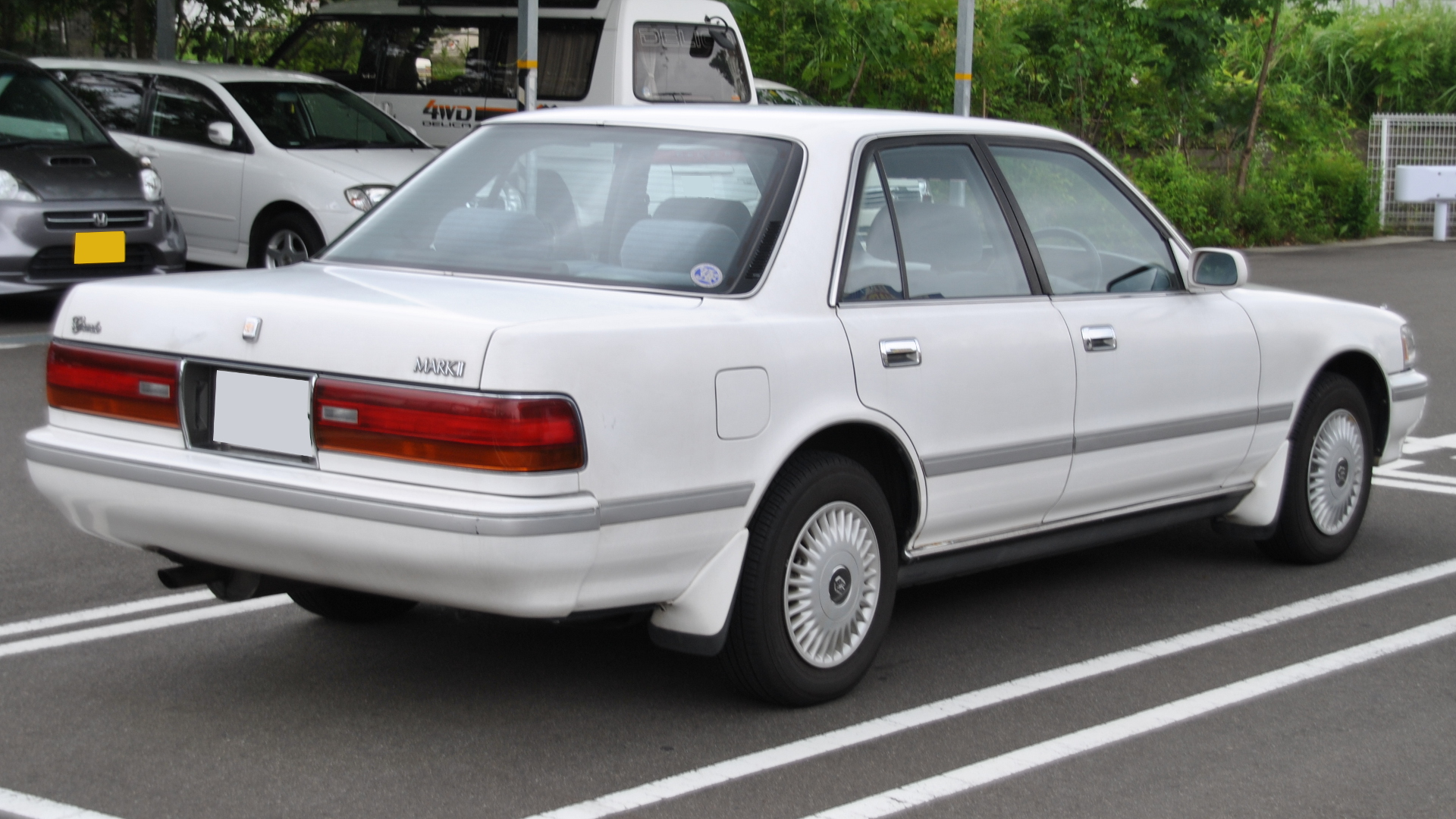
Mark II (седан) 6 поколение

Шестое поколение Toyota Mark II в кузовах 80-й серии выпускалось с августа 1988 по декабрь 1995 гг. Существовали 2 различные модификации кузова — седан и хардтоп без рамок стёкол дверей. Также у хардтопа была своя оптика и решётка радиатора. С сентября 1992 по декабрь 1995 гг. модификации выпускались только в кузове седан. Применялось несколько двигателей, устанавливавшихся на заднеприводные Mark II с механической и автоматической коробками передач:
- 4S-FE — 4 цилиндра, объём двигателя 1,8 л, мощность 115 л.с.
- 1G-FE — 6 цилиндров, объём двигателя 2,0 л, мощность 135 л.с.
- 1G-GE — 6 цилиндров, объём двигателя 2,0 л, мощность 150 л.с.
- 1G-GZE — 6 цилиндров, объём двигателя 2,0 л, объёмный приводной нагнетатель типа Рутс, мощность 170 л.с.
- 1G-GTE — 6 цилиндров, объём двигателя 2,0 литра, двойной турбонаддув, мощность 210 л.с.
- 2L — 4 цилиндра, объём двигателя 2,4 л, дизельный, мощность 85 л.с.
- 2L-T — 4 цилиндра, объём двигателя 2,4 л, дизельный, турбонаддув, мощность 97 л.с.
- 1JZ-GE — 6 цилиндров, объём двигателя 2,5 литра, мощность двигателя 180 л.с.
- 1JZ-GTE — 6 цилиндров, объём двигателя 2,5 л, турбонаддув, мощность двигателя 280 л.с.
- 7M-GE — 6 цилиндров, объём двигателя 3,0 литра, мощность 200 л.с.

Mark II занял промежуточное место между находящимся ниже по классу седаном Toyota Corona и более престижным Toyota Crown. В августе 1990 г. добавилась модификация Twin Turbo с двигателем 1JZ-GTE.

## 7 поколение

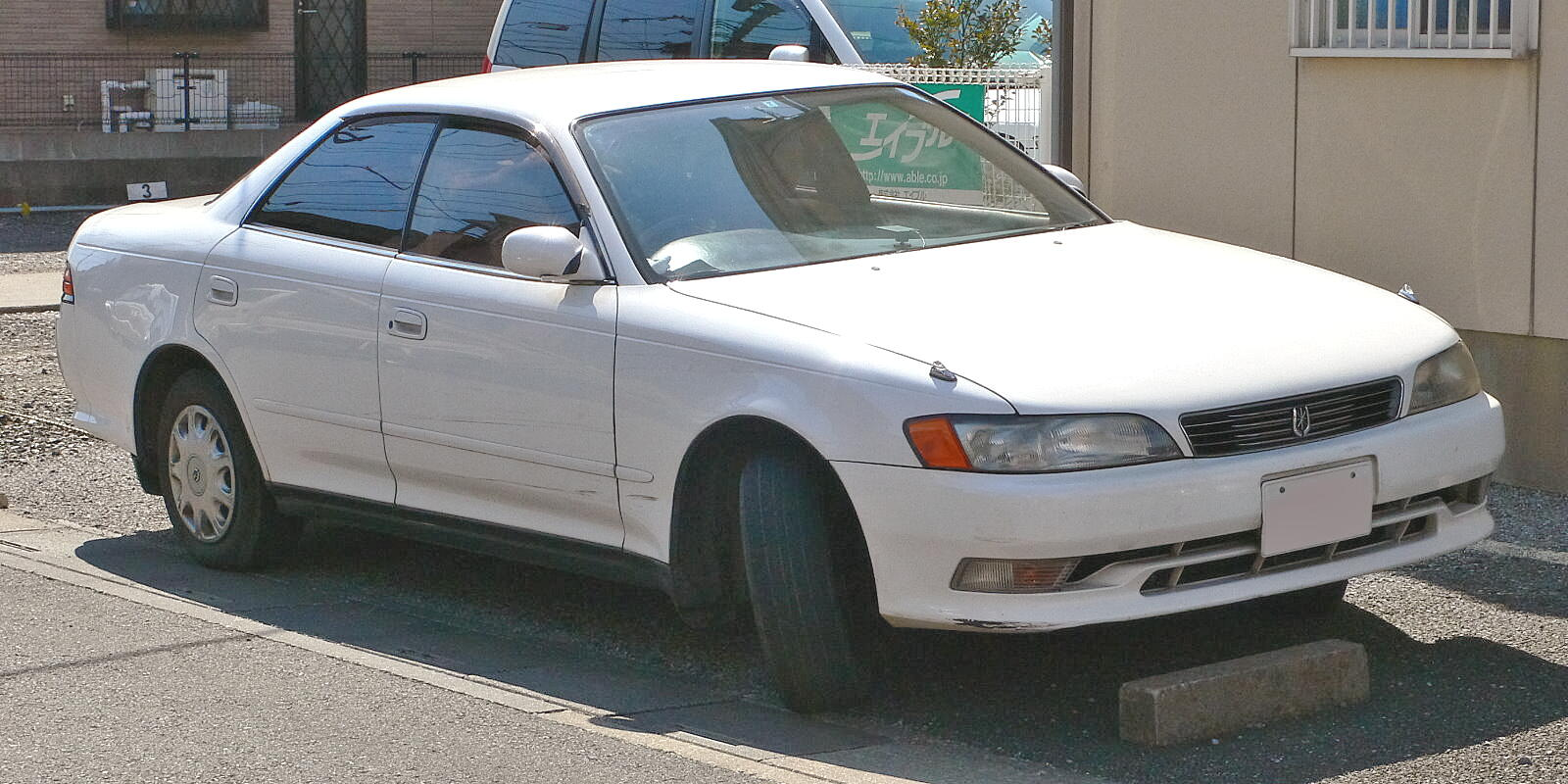
Mark II 1994 года выпуска, 7 поколение (jzx90), вид спереди

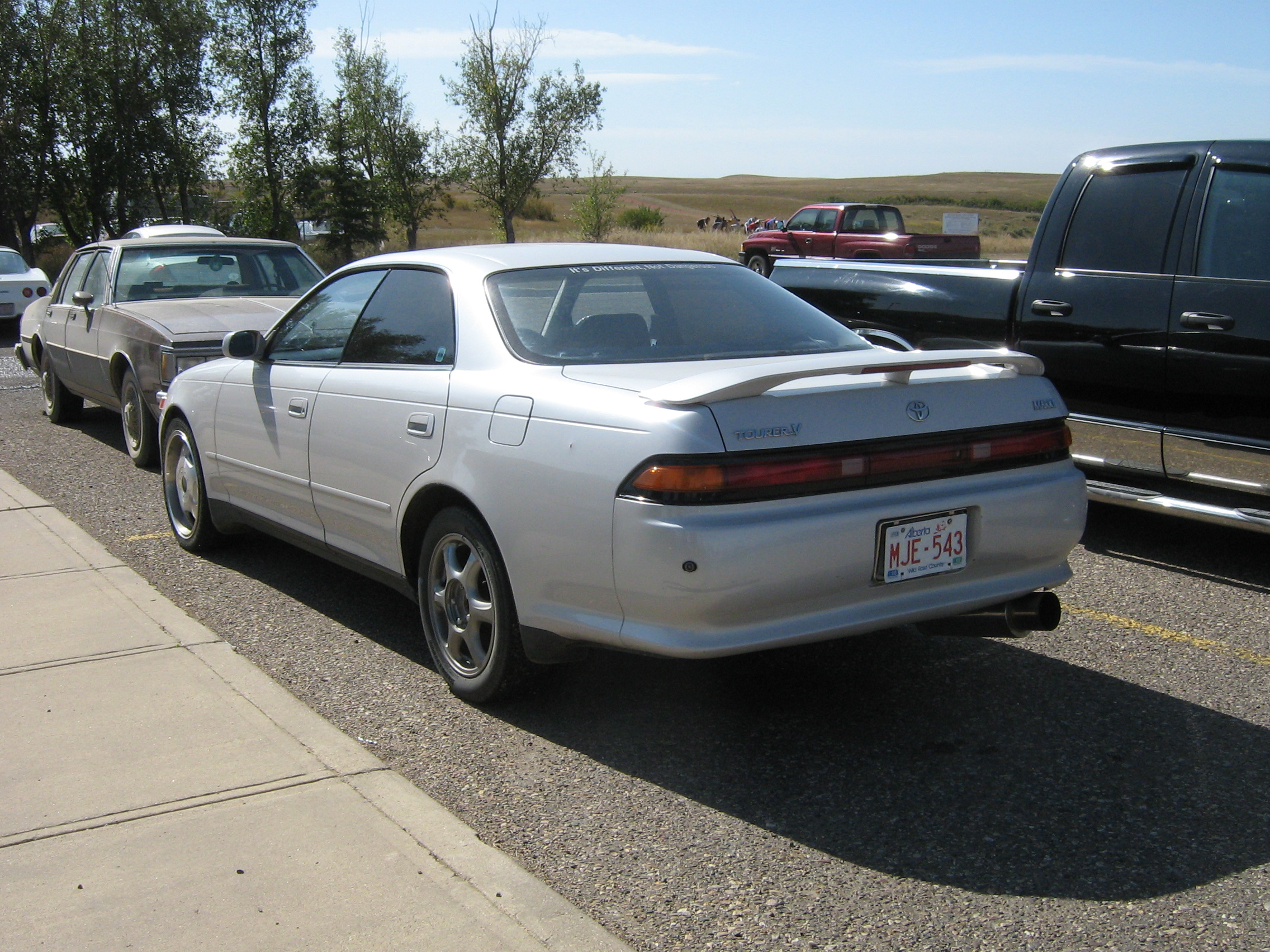
Toyota Mark II Tourer V, 7 поколение (jzx90)

Седьмое поколение Toyota Mark II в кузовах 90-й серии выпускалось с октября 1992 по август 1996 гг. Применялось несколько двигателей, устанавливающихся на задне- и полноприводные. Двигатели 4S-FE и 1G-FE устанавливались на заднеприводные модификации версии. 
Двигатели:
- 4S-FE — 1,8 л, 4 цилиндра, 125 л.с.
- 1G-FE — 2,0 л, 6 цилиндров, 135 л.с.
- 1JZ-GE — 2,5 л, 6 цилиндров, 180 л.с.
- 2JZ-GE — 3,0 л, 6 цилиндров, 220 л.с.
- 1JZ-GTE — 2,5 л, 6 цилиндров, твин-турбо, 280 л.с.
- 2L-TE — 2,4 л, дизельный, 4 цилиндра, турбонаддув, 97 л.с.

Турбированный двигатель 1JZ-GTE устанавливался на специальную спорт-модификацию Tourer V с задним приводом. На полноприводную версию устанавливался только 1JZ-GE с автоматической 4-ступенчатой коробкой передач. Большинство произведенных при переходе на кузова 90-й серии конструкционных изменений стали базовыми и для будущих поколений автомобиля. Шины на Tourer V и Grande G были разной ширины: передние 205/55R16 (диск J6.5 ET50), задние 225/50R16 (диск J7.5 ET55). Размер шин на 17-дюймовые колёсные диски: 225/45R17 (диск J7.5 ET50).
Паспортные показатели разгона:
- 1G-FE — 2,0 л, 6 цилиндров, 135 л.с. 0-100 (9.9 сек)
- 1JZ-GE — 2,5 л, 6 цилиндров, 180 л.с. 0-100 (8.9 сек)
- 2JZ-GE — 3,0 л, 6 цилиндров, 220 л.с. 0-100 (8.0 сек)
- 1JZ-GTE — 2,5 л , 6 цилиндров 280 л.с. 0-100 (6.4 сек)

## 8 поколение

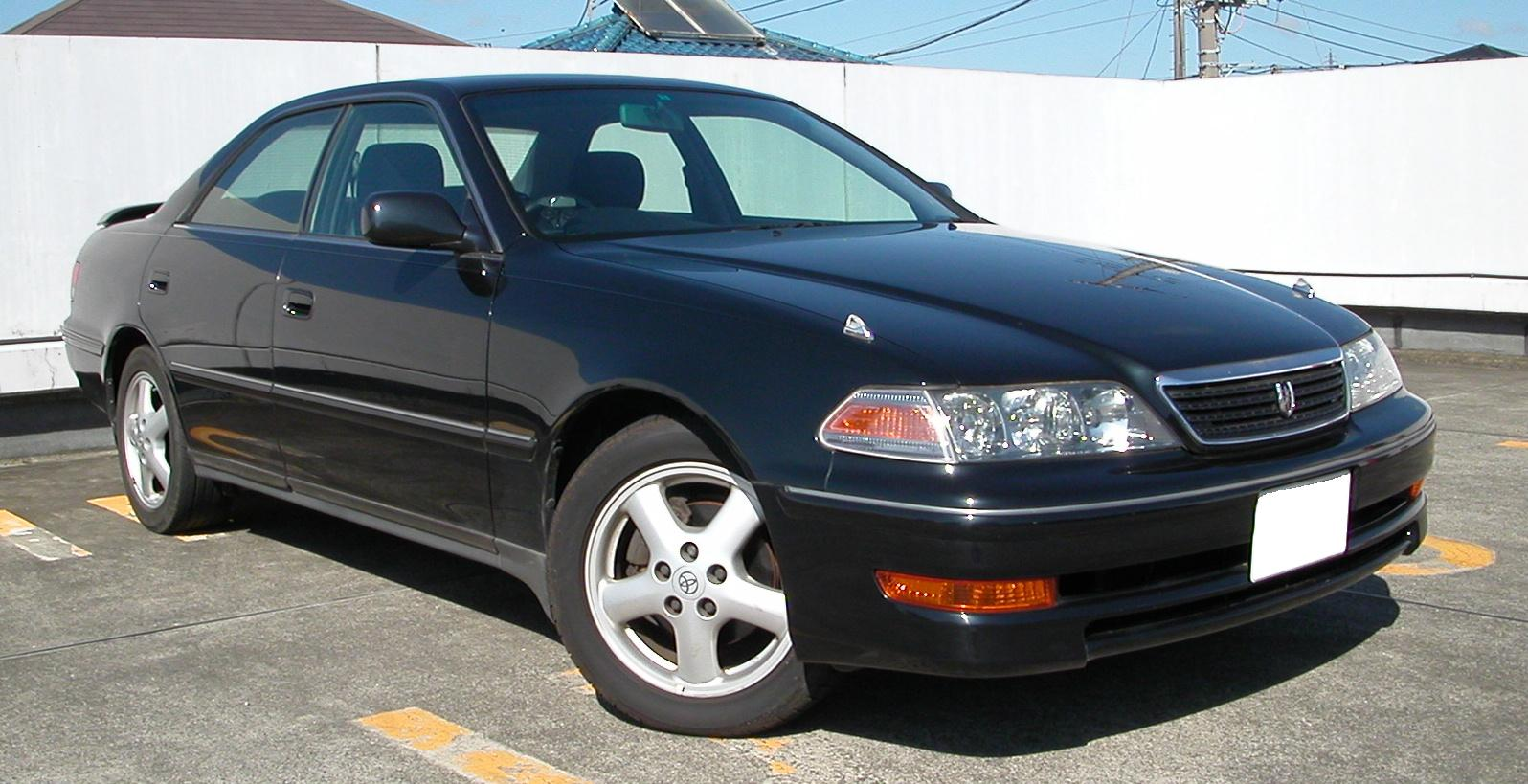

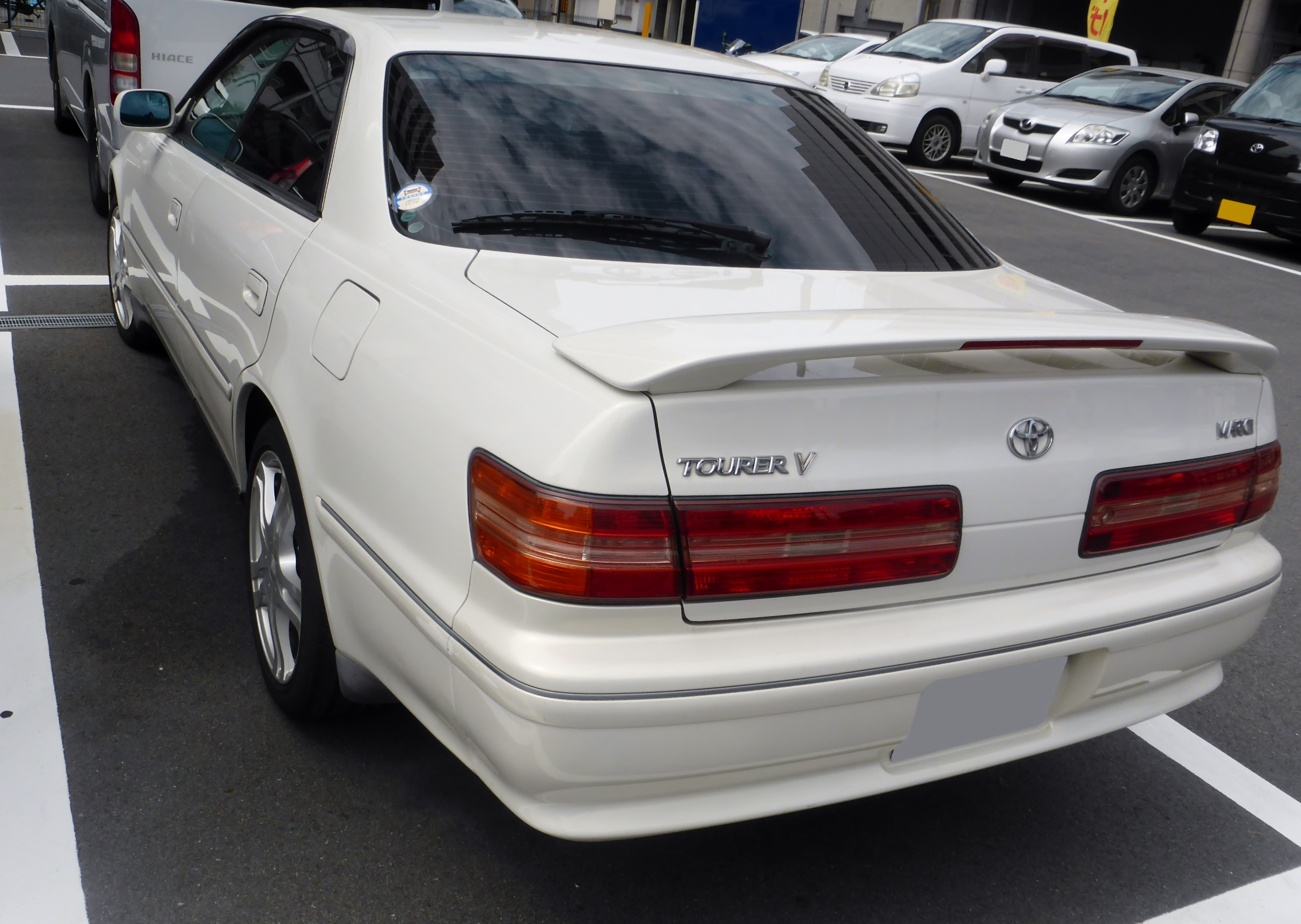
Toyota Mark II Tourer V (X100)

Восьмое поколение Toyota Mark II в кузовах 100-й серии (100, 101, 105) выпускалось с сентября 1996 по сентябрь 2000 гг. При смене поколения радикально был переработан дизайн автомобиля. Габариты кузова и салона практически не изменились, конструкция ходовой части и трансмиссии так же не претерпели существенных изменений. Как и у седьмого поколения, сохранились заднеприводные и полноприводные модификации. Гамма применяемых двигателей претерпела изменения и выглядела следующим образом:
- 4S-FE — 1,8 л, 4 цилиндра, 130 л.с.
- 1G-FE — 2,0 л, 6 цилиндров (без VVT-i), 140 л.с.
- 1G-FE (BEAMS) — 2,0 л, 6 цилиндров, 160 л.с.
- 1JZ-GE — 2,5 л, 6 цилиндров (VVT-i), 200 л.с.
- 2JZ-GE — 3,0 л, 6 цилиндров, 220 л.с.
- 1JZ-GTE — 2,5 л, 6 цилиндров, турбонаддув, 280 л.с.
- 2L-TE — 2,4 л, дизельный, 4 цилиндра, турбонаддув, 97 л.с.

С сентября 1996 года в бензиновых двигателях была применена технология изменения фаз газораспределения VVT-i, даже на 2-литровом 1G-FE была применена модернизированная ГБЦ. Эта технология получила название BEAMS.

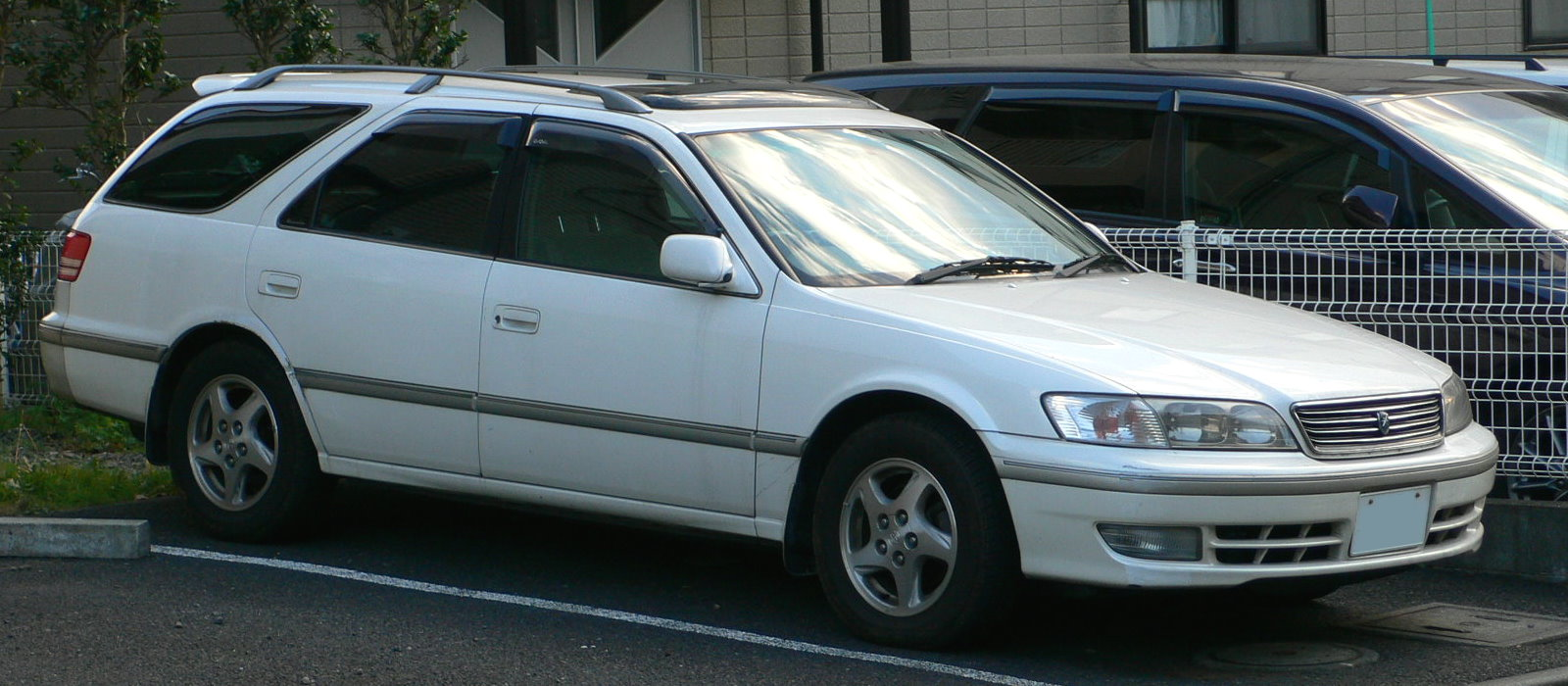
Toyota Mark II Qualis, 1997 года выпуска

Полноприводные версии были доступны с двигателями 1G-FE Beams и 1JZ-GE. Применялась «продвинутая» система полного привода Toyota i-Four — это постоянный полный привод с межосевым дифференциалом (распределение крутящего момента между передней и задней осями — 30:70), блокировка — гидромеханической муфтой с электронным управлением (коэффициент блокировки переменный).
Также выпускалась версия Tourer S. Она комплектовалась только двигателем 1JZ-GE и 5-ст. акпп А650Е. 

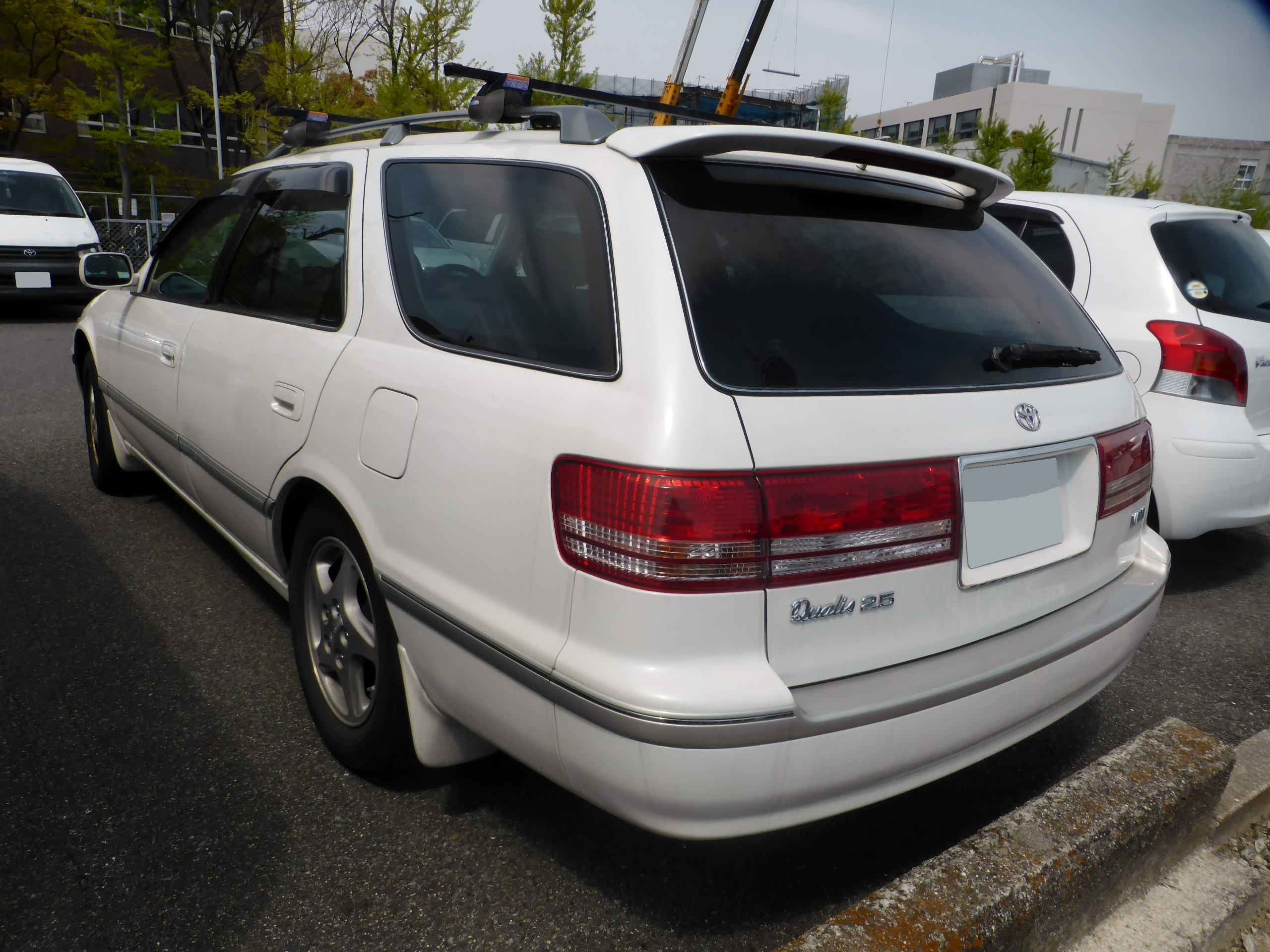
Toyota Mark II Qualis, вид сзади

Как и в предшествующем поколении, сохранилась модификация Tourer V. Двигатель 1JZ-GTE претерпел ряд модификаций, самой заметной среди них стала замена двух турбокомпрессоров на один более крупный CT15. Доработана и улучшена система охлаждения, увеличилась степень сжатия с 8,5 до 9 единиц. Вкупе с системой VVT-i эти изменения увеличили максимальный крутящий момент двигателя c 363 до 383 Н/м и, что более важно, сместили этот показатель на гораздо более низкие обороты (2400 об/мин). Это привело к улучшению топливной экономичности и динамики разгона с более низких оборотов. АКПП (А341Е) и МКПП (R154) остались без изменений. Сохранилась спортивная подвеска с плавающими сайлентблоками верхнего рычага, задний стабилизатор поперечной устойчивости, нижняя распорка жёсткости, увеличенные суппорта и экран, защищающий тормозной диск. Тормозные диски всех колёс были вентилируемыми. Дифференциал повышенного трения являлся опцией для машин с автоматической трансмиссией и базовым для версий с МКПП. Все машины в комплектации Tourer V предлагались потребителям с ксеноном на ближний свет фар, аудиосистемой с усилителем, 6 динамиками и сабвуфером в задней полке, 16-дюймовыми и 17-дюймовыми литыми колёсными дисками. Шины на Tourer V были разной ширины: передние 205/55R16 (диск J6.5 ET50), задние 225/50R16 (диск J7.5 ET55). Размер шин на 17-дюймовые колёсные диски: 225/45R17. Также встречались модификации с размером колёс: 225/40R18(перед) и 255/35R18(зад). Такая схема применялась для мощных заднеприводных автомобилей, каким Tourer V и являлся. Можно было встретить такую схему и на комплектациях Grande G,  Также в базовую комплектацию входила антипробуксовочная система TRC и VSC. Система климат-контроля была опцией. В 1998 г. был произведён рестайлинг, коснувшийся, преимущественно, фар, задних фонарей и переднего бампера.

## 9 поколение

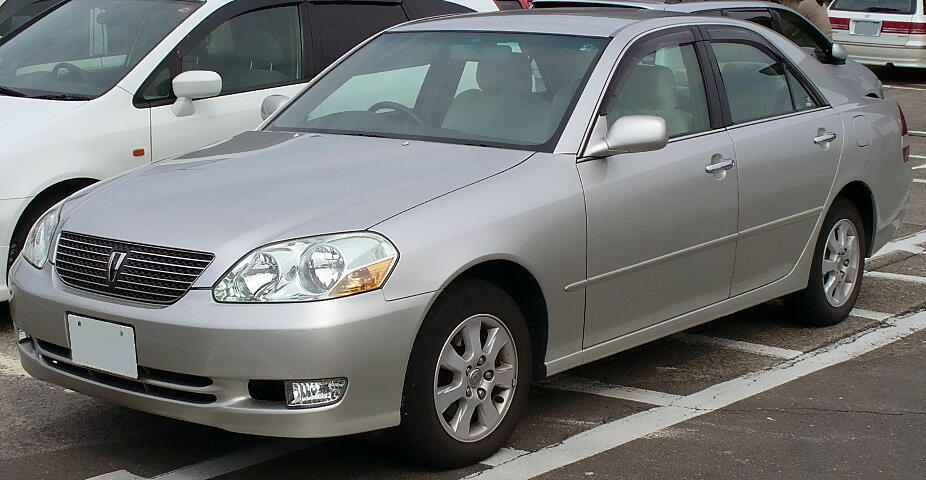
Mark II, 2000 года выпуска, 9 поколение, вид спереди

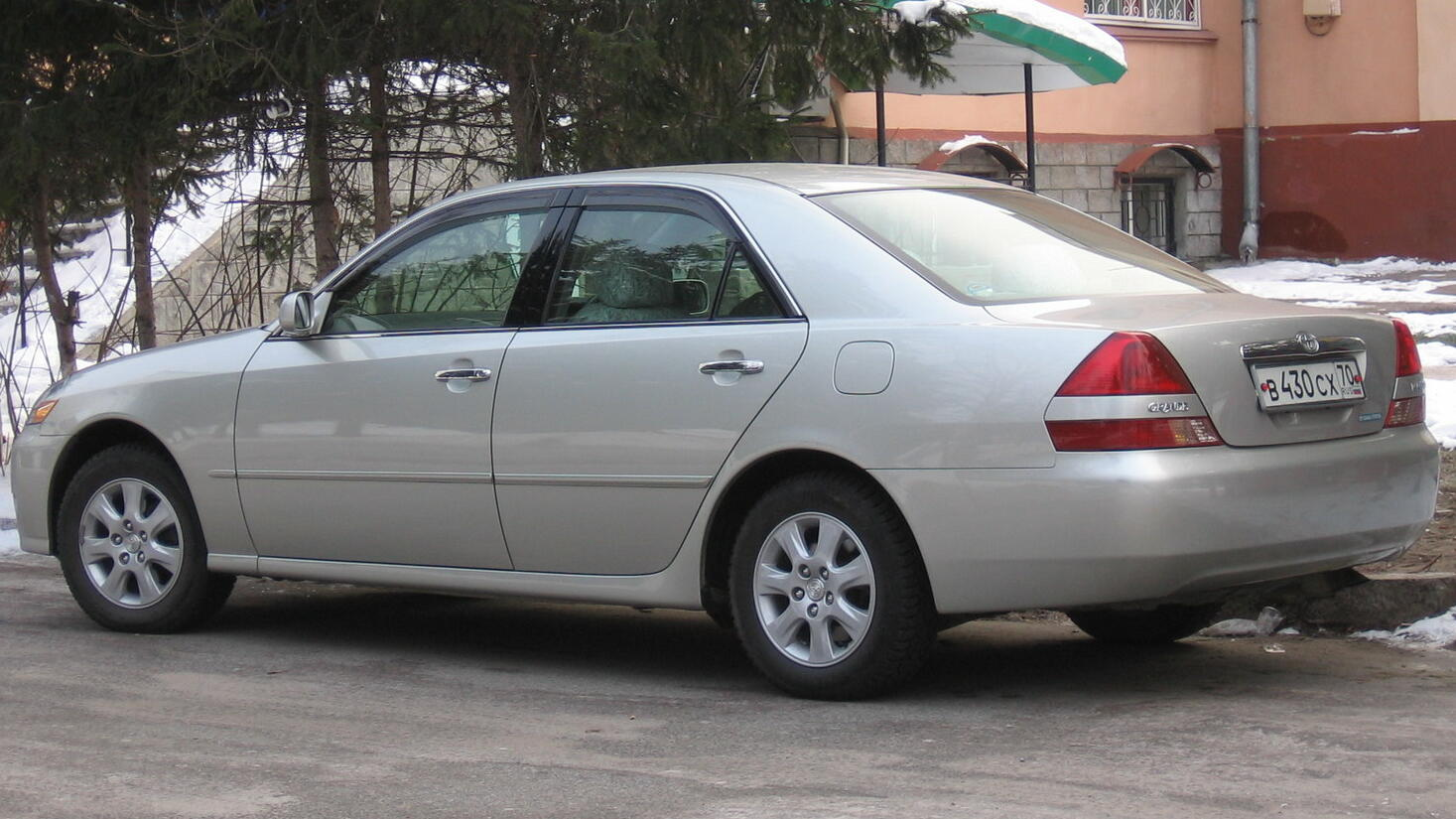
Toyota Mark II, 2000 года выпуска, 9 поколение, вид сзади

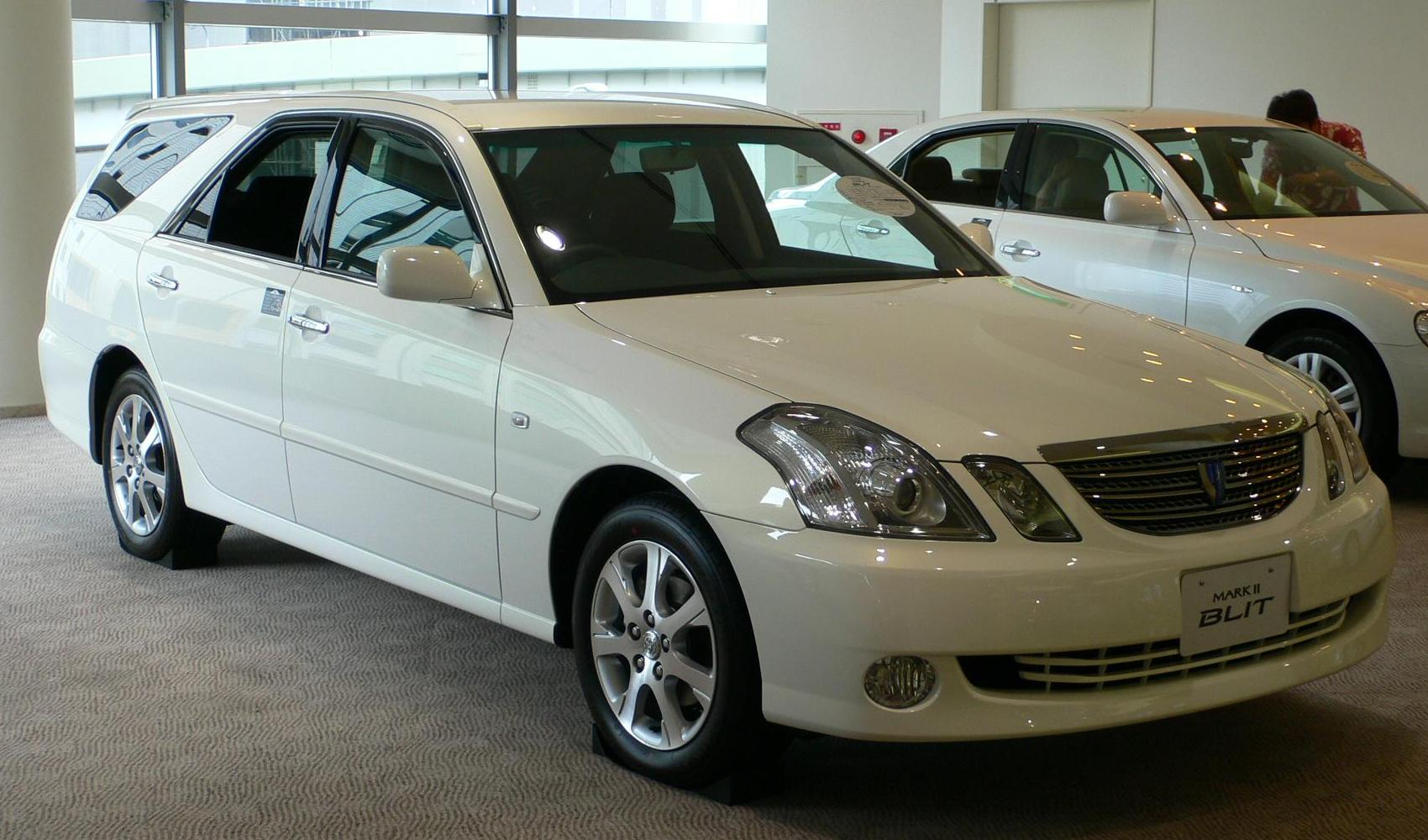
Toyota Mark II Blit 04-07 г.в. (рестайл) вид спереди

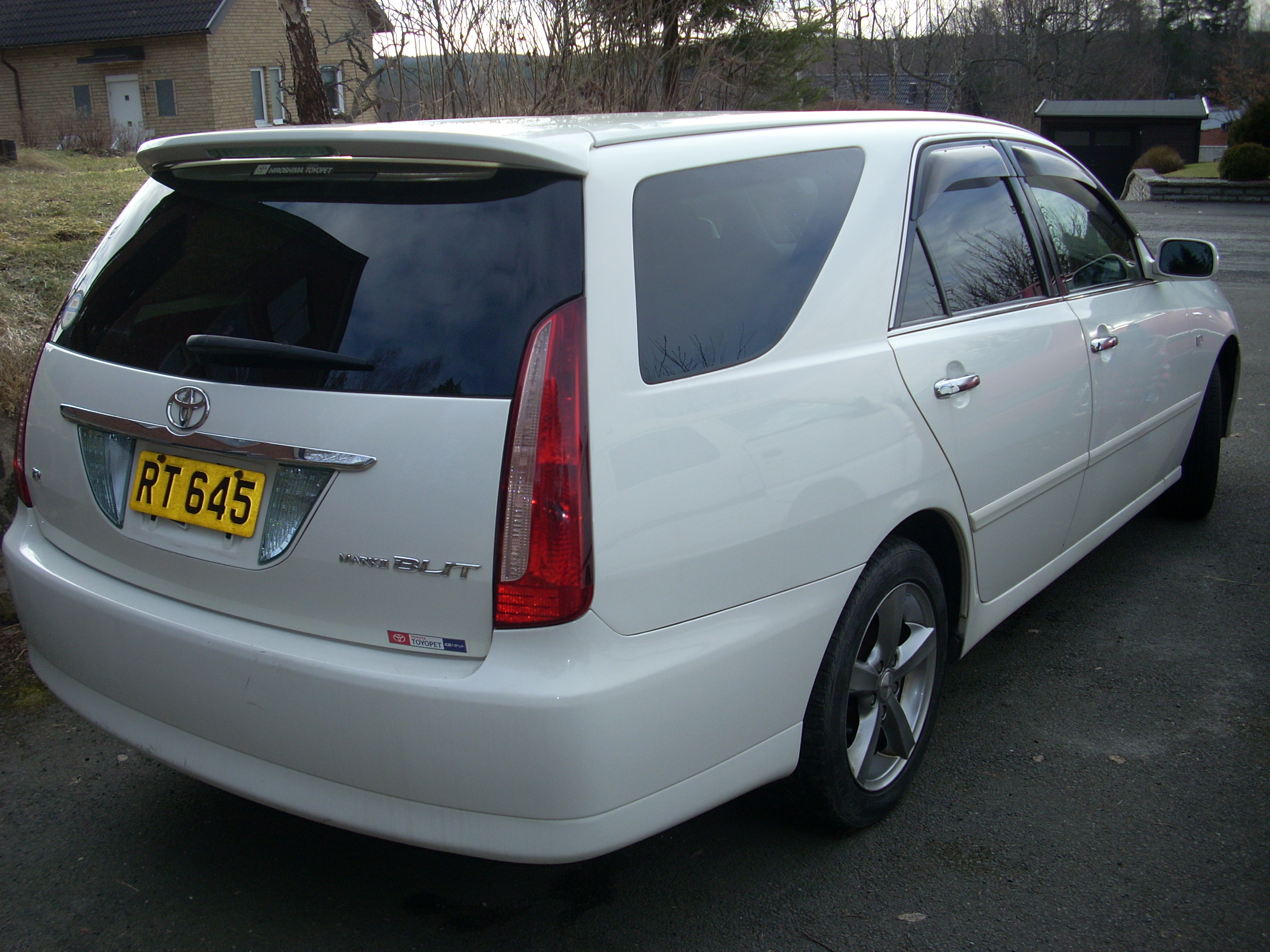
Toyota Mark II Blit 02-04 г.в. (дорестайл), вид сзади

Девятое поколение получило 110-й кузов. Toyota Mark II, выпускавшийся с октября 2000 по ноябрь 2004 года, в меньшей степени соответствовал образу спортивного седана. Теперь это не хардтоп, а типичный седан с рамками в дверях. Высота автомобиля увеличилась на 60 мм. Ходовая часть практически полностью позаимствована с Toyota Crown 17* кузова. Неизменной осталась лишь передняя подвеска, однако и тут нижние шаровые были сделаны более основательными с большим диаметром шара, что положительно сказалось на надёжности узла. Бензобак был перенесён со спинки заднего сиденья под заднее сиденье, что способствовало увеличению багажного пространства. Однако длинные багажные петли не позволяли уместить 4 покрышки стандартного размера. Хотя багажник стал удобнее как в плане места, так и в плане погрузки-выгрузки содержимого.
Линейка двигателей в очередной раз претерпела изменения. Все двигатели получили систему VVTI. От использования дизельных двигателей и трёхлитрового бензинового 2JZ отказались. Кроме того, 1JZ-GE был заменён на 1JZ-FSE, применена фирменная технология топливного впрыска высокого давления D-4 компании Toyota. Однако в полноприводной модификации по-прежнему применялся 1JZ-GE, возможно, в силу большей простоты обслуживания и неприхотливости. Существовала 4WD-версия и с «первым гоночным» (1G beams).
Произошли изменения и в названиях модификаций. В частности, наиболее мощная Tourer V стала называться Grande iR-V, а позднее просто iR-V. Также существовала версия GTB, отличавшаяся от IR-V цветовыми решениями в салоне (светлый салон против чёрного у IR-V). Помимо стандартных Grande и Grande G добавились IR (бывшая комплектация Tourer в 100-м кузове — это 1G beams и спорт-салон с распорками и стабилизаторами, колёса 17"), IR-S пришла на смену Tourer S (5-ступ. АКПП, тёмный салон, стабилизатор, колёса 17"). Трансмиссия предлагалась в двух вариантах — 4-ступ. АКПП или 5-ступ. АКПП на гражданских и турбо-версиях.
В 2002 году модель претерпела изменения. Новые фары: появилась жёлтая полоса поворотника по всему низу фары и внутренние "острые" углы самой фары). Сетчатая решётка радиатора сменилась широкими горизонтальными молдингами, хромированными, либо окрашенными в цвет кузова. Передний бампер — несколько иные отверстия, более острые нижние клыки и место под внутренние уголки фар. Сзади изменился молдинг на крышке багажника, теперь он стал окрашиваться в цвет кузова с полоской хрома. Равно как и дверные молдинги. У дорестайлинговой версии задний молдинг был хромированный целиком, а молдинги дверей окрашивались в цвет кузова. Также изменился дизайн задних фонарей. Главным отличием стало уменьшение ширины вставки, делящей фонарь пополам. Впрочем, у фонарей на Mark II в 110 кузове имеется достаточное разнообразие, вплоть до светодиодных версий. Это был последний автомобиль, носивший наименование Mark II.
Также в девятом поколении было принято решение выпускать универсал Toyota Mark II Blit, полностью сохранивший платформу, ходовую и салон от седанов 110-й серии, чего нельзя сказать про Toyota Mark II Qualis, разработанный на базе Camry Gracia (SXV20). Toyota Mark II Blit выпускалась с 2002 по 2007 год, претерпев рестайлинг в 2004 году (передние фары без жёлтого модуля поворотника, задние светодиодные фары). Раздельная оптика, линзованные ксеноновые фары, вместительный багажник, имеющий множество удобных карманов, спрятанных в двойном полу, выгодно отличает Toyota Mark II Blit от седана. Версии практически полностью повторяют версии седана. Также следует отметить отсутствие цветовых решений для отделки торпеды (выпускалась в тёмном цвете с оформлением панелей под карбон).